# АЧ2
АЧ2 (Автомотриса Чехословацкого производства, тип 2; заводские обозначения типа — с 91M0 по 91M3) — автомотриса (рельсовый автобус), производившаяся чехословацким заводом Vagonka Studenka (Вагонка Студенка) с 1984 по 1990 год для нужд железных дорог СССР. Совместно с автомотрисами выпускались конструктивно унифицированные с ними прицепные вагоны АПЧ2, по два на каждую автомотрису, позволяющие формировать дизель-поезда.
Всего выпущено 122 автомотрисы АЧ2 и 244 прицепных вагона АПЧ2 (122 трёхвагонные секции). Часть из них стала использоваться как служебные, как правило без вагонов АПЧ2. В пассажирской эксплуатации они находились с 1985 по 2020 год и, как правило, эксплуатировались совместно с вагонами АПЧ2. К 2021 году значительная часть автомотрис была списана, а оставшиеся используются только как служебные, без вагонов АПЧ2.

## История создания и выпуска
В связи с высоким износом дизель-поездов Д1 завода Ganz–MÁVAG в 1970-е годы в СССР возникла задача обновления дизельного моторвагонного состава. К тому времени завод Ganz–MÁVAG был сильно загружен, мощностей Рижского вагоностроительного завода на нужды МПС также не хватало. Было принято решение договориться с производителями из Чехословакии. Первый заказ получил завод Škoda.
В 1977 году на заводе Škoda для железных дорог СССР были построены три четырёхосные пассажирские автомотрисы АЧО с электрической передачей. Однако далее завод Škoda также оказался перегружен.
С учётом опыта эксплуатации АЧО МПС СССР приняло решение о заказе в Чехословакии близких по конструкции автомотрис с использованием дизеля и передачи советского производства для упрощения их технического обслуживания. В качестве силовой установки было решено использовать аналогичную применявшейся на дизель-поездах ДР1, состоящую из дизельного двигателя серии М756 и гидродинамической передачи ГДП-1000.

АЧ2-002 с вагонами АПЧ2 на испытаниях

В качестве производителя выбрали предприятие Vagónka Studénka, которое за свою историю специализировалось на выпуске вагонов (в том числе моторных), трамваев и самолётов.
В 1981 году по заказу МПС СССР завод Vagonka Studenka начал проектирование и изготовление деталей для новых автомотрис. Для расширения возможностей эксплуатации автомотрис в пригородном сообщении было принято решение вместе с двухкабинными автомотрисами заказать конструктивно унифицированные с ними прицепные вагоны, позволяющие формировать совместно с автомотрисами дизель-поезда. Соотношение числа моторных вагонов к прицепным в поездах основной составности было таким же, как и в поездах ДР1, то есть 1:2.
В 1984 году завод выпустил две трёхвагонные секции АЧ2/АПЧ2 с номерами 001 и 002, состоящие из одной двухкабинной автомотрисы и двух прицепных промежуточных вагонов. Все вагоны имели малиново-серую окраску, близкую к применявшейся для автомотрис железных дорог Чехословакии. Автомотрисы получили наименование серии АЧ2 и заводское обозначение типа 91M0, прицепные вагоны — АПЧ2. Две трёхвагонные секции могли быть сцеплены в шестивагонный дизель-поезд.
В дальнейшем после прохождения испытаний и опытной эксплуатации первых автомотрис в 1988 году МПС СССР приняло решение о закупке партии из 120 трёхвагонных секций, включающих одну автомотрису и два прицепных вагона, после чего было начато их серийное производство. Внешне они незначительно отличались от опытных образцов изменённой лицевой панелью буферных фонарей увеличенной высоты и отсутствием одного окна салона, а также имели новую зелёно-серую окраску с красными дверями и оранжевыми передними панелями. Вагоны выпускались с 1988 по 1990 год, при этом ежегодно в их конструкцию по мере выпуска вносились небольшие изменения, связанные с устройством электрических схем и расположением вспомогательного оборудования. В результате были созданы версии 91M1, 91M2 и 91M3.
Данные по выпуску автомотрис приведены в таблице:
| Год  | Заводское обозначение | Количество | Номера    |
| ---- | --------------------- | ---------- | --------- |
| 1984 | 91M0                  | 2          | 001 — 002 |
| 1988 | 91M1                  | 37         | 003 — 039 |
| 1989 | 91M2                  | 56         | 040 — 095 |
| 1990 | 91M3                  | 27         | 096 — 122 |

## Общие сведения

### Назначение
Автомотрисы АЧ2 и прицепные вагоны АПЧ2 предназначены для пригородных пассажирских перевозок на неэлектрифицированных железных дорогах колеи 1520 мм, оборудованных низкими или высокими платформами, при температуре наружного воздуха от −40 °C до +40 °C. Две автомотрисы могут эксплуатироваться совместно в качестве полноценного дизель-поезда, в том числе с прицепными вагонами АПЧ2 между ними, управляясь из одной кабины по системе многих единиц (СМЕ). Недостатком двухкабинной компоновки АЧ2 в этом случае является невозможность перехода пассажиров или членов локомотивной бригады из автомотрисы в другие вагоны при эксплуатации в качестве дизель-поезда — проход возможен только между прицепными вагонами АПЧ2. Также автомотрисы АЧ2 могут использоваться для служебных пассажирских перевозок, таких как инспекционные поездки руководящего состава железных дорог или доставка путейцев к местам проведения работ и обратно.

### Составность
Автомотриса АЧ2 имеет две кабины машиниста и согласно эксплуатационной документации может эксплуатироваться как отдельно от других вагонов, так и по СМЕ с формированием дизель-поездов, состоящих либо только из двух автомотрис АЧ2, либо из двух автомотрис АЧ2 (головных моторных вагонов) и от одного до четырёх прицепных промежуточных вагонов АПЧ2, вцепляемых, как правило, между двумя автомотрисами (то есть не более шести вагонов, при этом не более двух вагонов АПЧ2 на одну автомотрису). Однако на практике реализовывались и более сложные схемы (например, композиция АЧ2+2АПЧ2+АЧ2+4АПЧ2+АЧ2, где на одну АЧ2 также приходится по два прицепных вагона, но используются сразу три автомотрисы).
В составе дизель-поездов автомотриса может сцепляться с прицепными вагонами или другой автомотрисой любой стороной. К каждой автомотрисе (головному вагону) можно прицеплять один или два прицепных промежуточных вагона, формирующих одну дизельную секцию. Прицеплять большее число прицепных вагонов к одной автомотрисе не рекомендуется по причине потери эффективности компрессора пневматической системы и генератора электроотопления в зимнее время, а также недостатка мощности дизеля при эксплуатации более длинных составов.
В последние годы эксплуатации в пригородном сообщении шестивагонные составы встречались редко, и чаще всего автомотрисы в это время эксплуатировались либо поодиночке, либо в виде трёх- или четырёхвагонного состава, сформированного из двух автомотрис АЧ2 и одного или двух промежуточных вагонов АПЧ2.

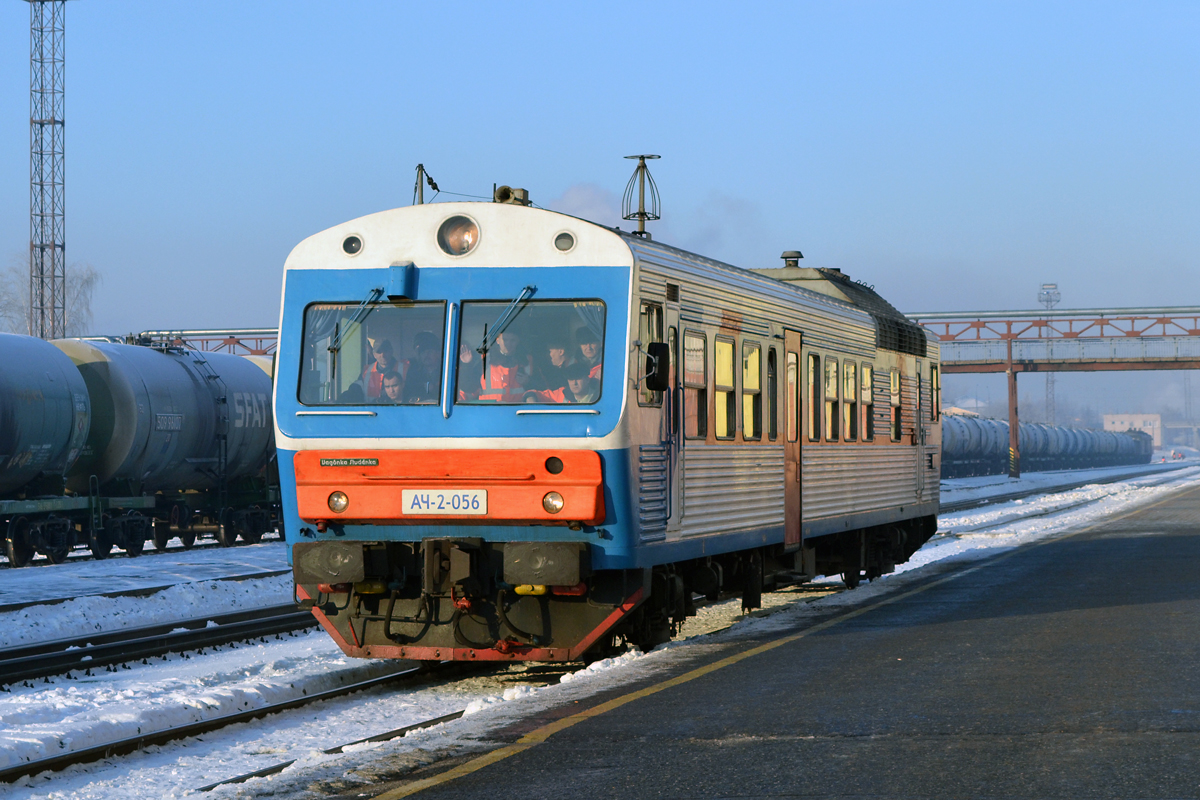
Одновагонная композиция (АЧ2)
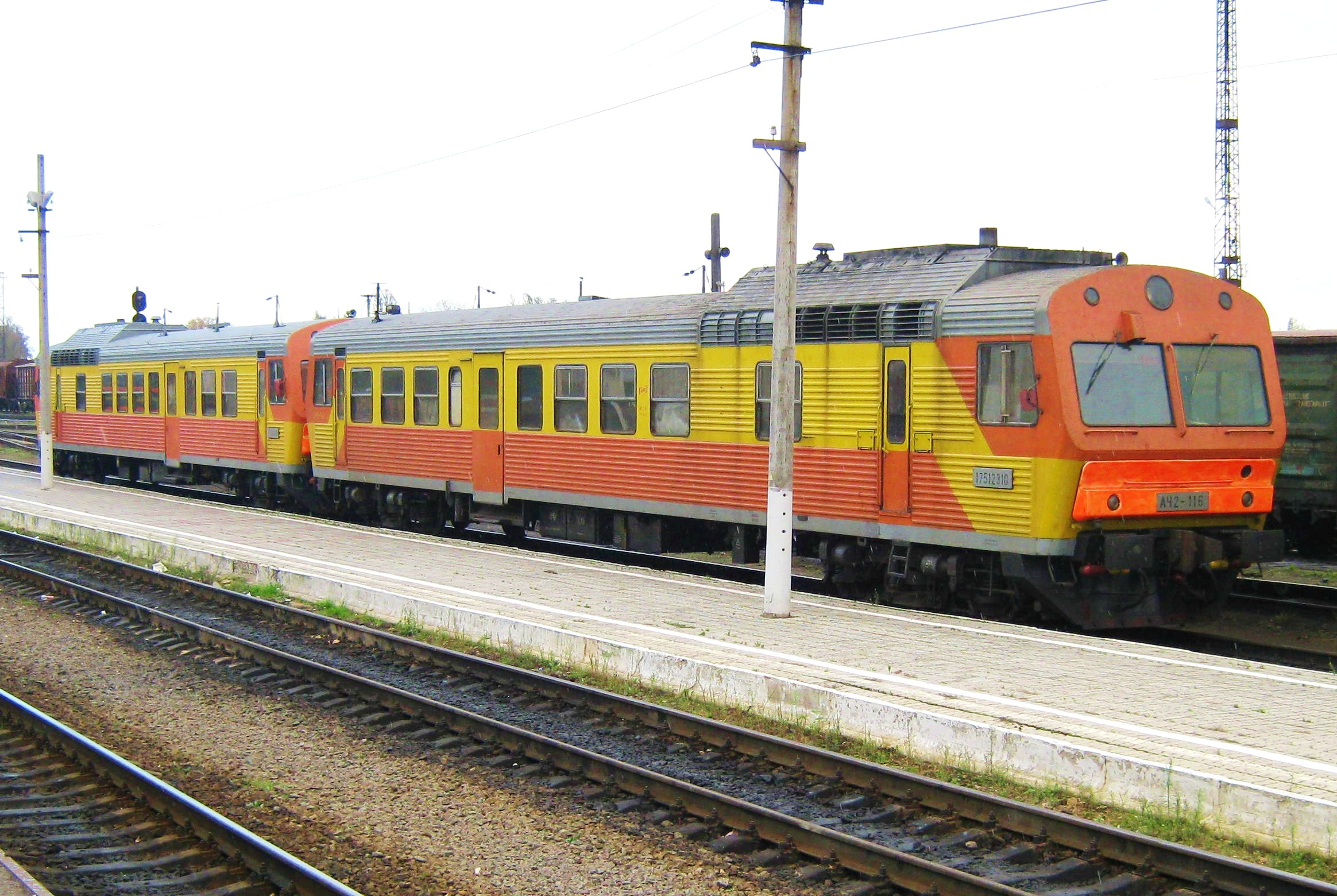
Двухвагонная композиция (2×АЧ2)
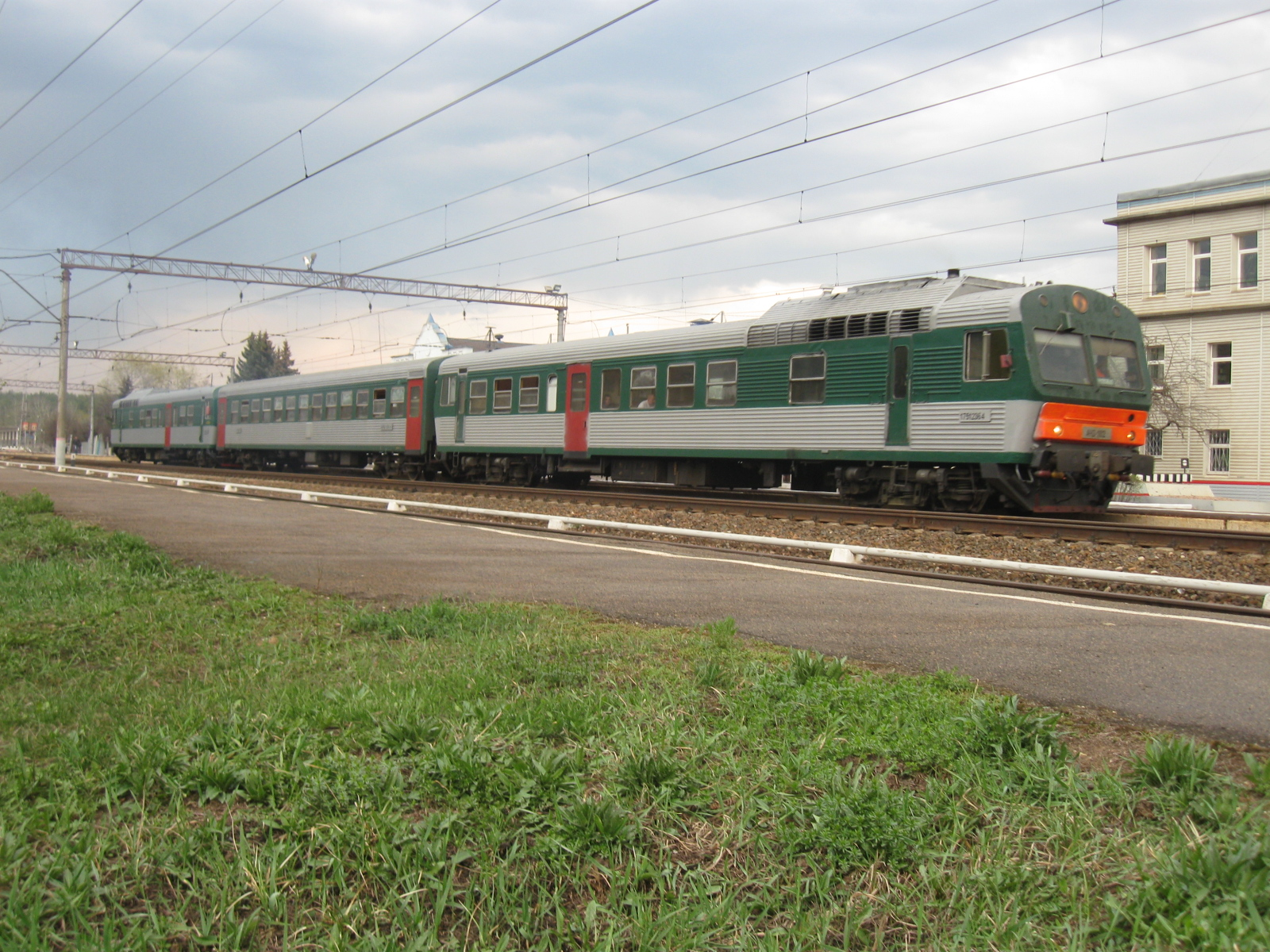
Трёхвагонная композиция (АЧ2+АПЧ2+АЧ2)
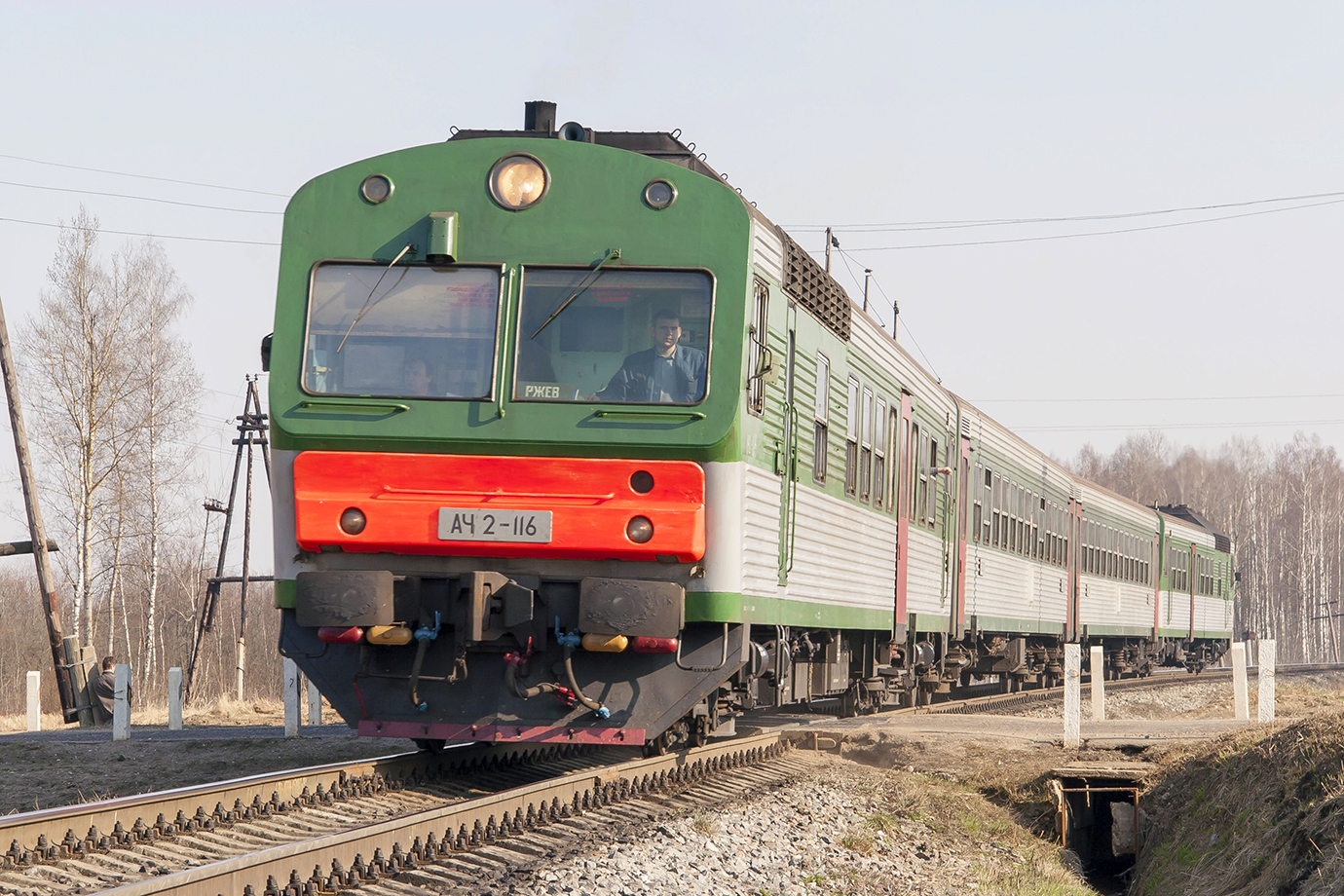
Четырёхвагонная композиция (АЧ2+2×АПЧ2+АЧ2)
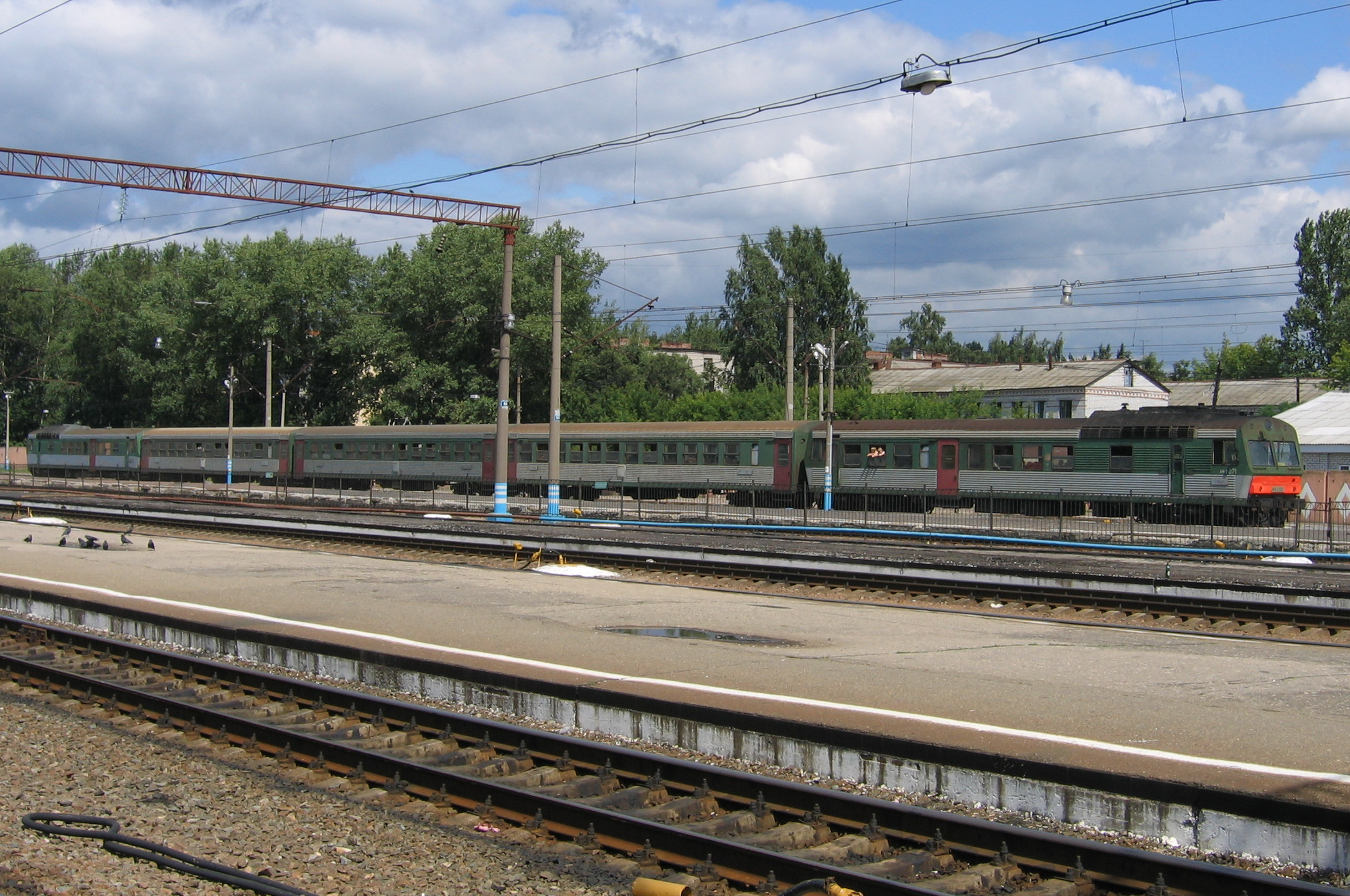
Пятивагонная композиция (АЧ2+3×АПЧ2+АЧ2)
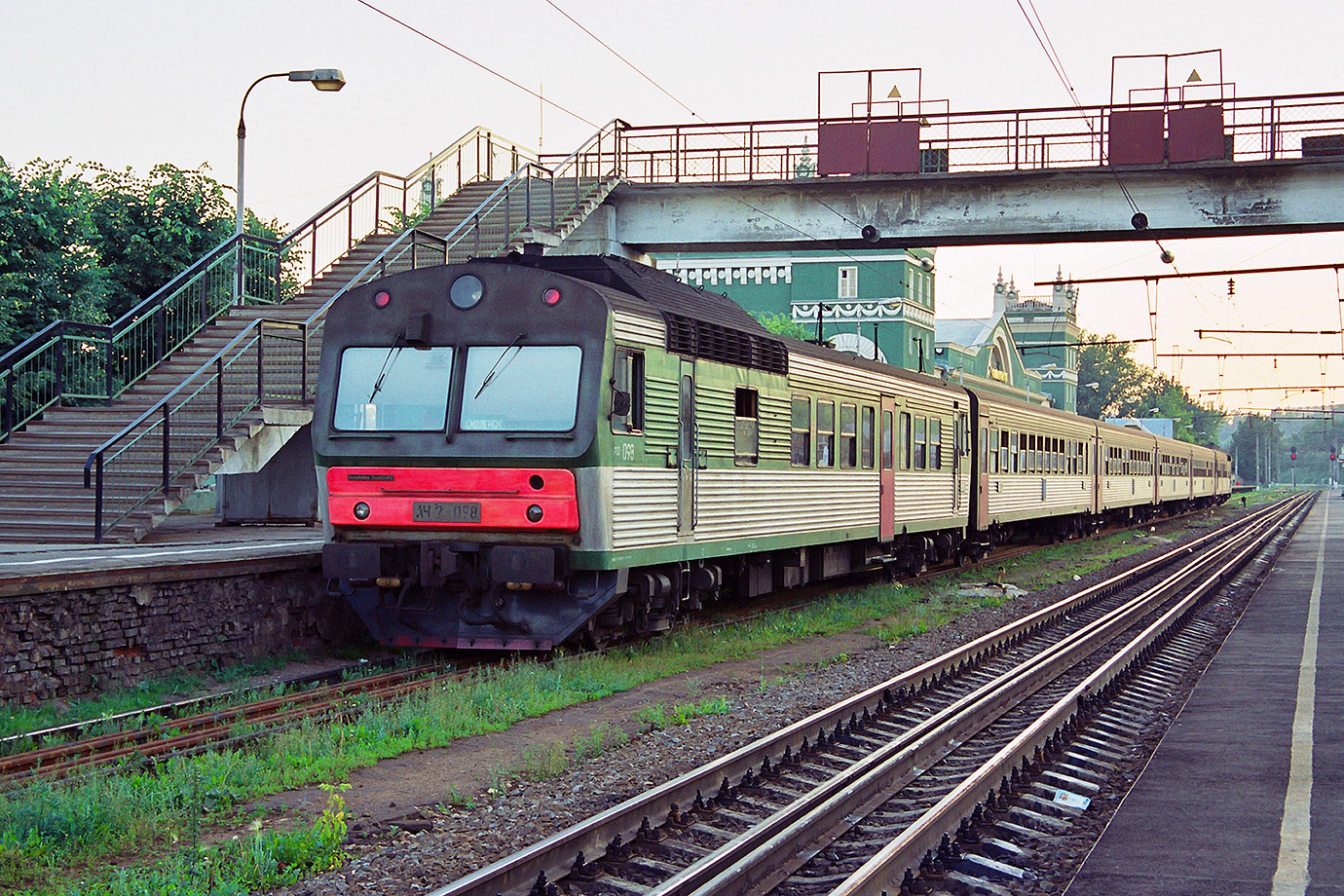
Шестивагонная композиция (АЧ2+4×АПЧ2+АЧ2)

Также автомотриса АЧ2 может эксплуатироваться с одним или двумя прицепными вагонами АПЧ2 без наличия второй автомотрисы в хвосте состава. При этом, благодаря наличию двух кабин, для оборота на конечных станциях достаточно лишь перецепления автомотрисы на другую сторону прицепных вагонов вместо разворота всего состава или автомотрисы. Однако это более сложная схема (по сравнению с обычными дизель-поездами с двумя головными вагонами, где требуется только переход между кабинами); при пассажирской эксплуатации практически не применялась.
Основными композициями, согласно руководству по эксплуатации автомотрисы, являются:
- с одной автомотрисой — Мг+0…2×Пп;
- с двумя автомотрисами (по СМЕ), двусторонние — Мг+0…4×Пп+ Мг;
- с двумя автомотрисами (по СМЕ), односторонние — Мг+Пп+Мг+Пп,   Мг+2Пп+Мг+2Пп;

в данном случае Мг и Пп — условные обозначения моторного головного вагона (АЧ2) и прицепного промежуточного вагона (АПЧ2).
При формировании состава между всеми вагонами всегда должны быть соединены:
- тормозные рукава питающего трубопровода;
- тормозные рукава с электрическим контактом главного тормозного трубопровода
- два электрических соединения межвагонных (110 В) по одной стороне поезда (для центрального питания, дистанционного управления и сигнализации). При необходимости обеспечения отопления вагонов также должны быть задействованы межвагонные соединения 3×380 В.

При этом должны соблюдаться следующие правила:
- от каждой автомотрисы могут питаться через электрическую отопительную цепь отопительные агрегаты не более двух прицепных вагонов;
- при использовании двух прицепных вагонов между автомотрисой и первым прицепным вагоном должны включаться два межвагонных соединения, а между первым и вторым прицепными вагонами допускается включение одного соединения;
- при использовании двух автомотрис в любом сочетании с прицепными вагонами во избежание короткого замыкания отопительная цепь между вагонами в одном месте должна быть разъединена.

При несоблюдении данных требований могут выходить из строя отопительные генераторы, электрические цепи и межвагонные электрические соединители.

### Нумерация и маркировка
По системе нумерации для составов АЧ2, принятой в СССР, вагоны стандартного комплекта (то есть Мг+Пп+Пп) имеют следующую нумерацию и маркировку:
- головной моторный — в формате АЧ 2-ХХХ;
- промежуточные прицепные — в формате АПЧ 2-ХХХ-2 и АПЧ 2-ХХХ-4,

где ХХХ — три цифры номера состава (от 001 до 122).
После буквы Ч в заводской маркировке, как и в документации завода-изготовителя, присутствует пробел. В отечественной литературе, а также при выполнении маркировки краской на борту при ремонтах этот пробел, как правило, не ставился.
Такая система нумерации сохранилась и после распада СССР.
Полная маркировка головного моторного вагона наносится на табличке, размещённой на лобовой части кабины между буферных фонарей по центру, а также сбоку под правым боковым окном каждой кабины. На некоторых автомотрисах (например АЧ2-038) вместо серии и номера на боковых табличках указан сетевой номер. У некоторых машин боковые таблички были сняты, и вместо них краской наносилось только обозначение номера автомотрисы.
У промежуточного прицепного вагона маркировка выполнена на табличках, закрепляемых на боковой части вагона под окнами слева и справа возле входных дверей — на правой табличке указывается серия и номер вагона, а на левой — его сетевой номер. Также полная маркировка с обозначением серии и номера как моторных, так и прицепных вагонов может указываться на тележках.

### Технические характеристики
Основные технические характеристики автомотрисы АЧ2 и прицепного вагона АПЧ2:
| Параметр                                                                        | Вагон           | Вагон            |
| Параметр                                                                        | АЧ2 (моторный)  | АПЧ2 (прицепной) |
| ------------------------------------------------------------------------------- | --------------- | ---------------- |
| Осевая формула                                                                  | 20-2 (UIC B'2') | 2-2 (UIC 2'2')   |
| Размеры                                                                         |                 |                  |
| Габарит (по ГОСТ 9238—83)                                                       | 1-ВМ            | ?                |
| Длина по осям автосцепок, мм                                                    | 25 000          | 25 000           |
| Длина по кузову, мм                                                             | 24 500          | 24 660           |
| Ширина по гофрам, мм                                                            | 3100            | 3100             |
| Максимальная высота от УГР, мм                                                  | 4691 (4480)     | 4125             |
| Высота пола от УГР, мм                                                          | 1290            | 1290             |
| Высота оси автосцепок от УГР, мм                                                | 1060            | 1060             |
| Шкворневая база, мм                                                             | 17 200          | 17 200           |
| Полная колёсная база, мм                                                        | 19 700          | 19 600           |
| Колёсная база тележек, мм                                                       | 2500            | 2400             |
| Диаметр новых/макс. изношенных колёс, мм                                        | 950/870         | 950/870          |
| Ширина колеи, мм                                                                | 1520            | 1520             |
| Минимальный радиус проходимых кривых, м                                         | 100/80          | 100/80           |
| Массовые характеристики                                                         |                 |                  |
| Масса тары, т                                                                   | 59              | 37               |
| Максимальная нагрузка на ось, тс                                                | 20              | ?                |
| Вместимость                                                                     |                 |                  |
| Число сидячих мест                                                              | 67 (70)         | 123              |
| Вместимость для стоящих пассажиров                                              | 94              | 167              |
| Тяговые характеристики                                                          |                 |                  |
| Мощность дизеля, кВт (л. с.)                                                    | 736 (1000)      | —                |
| Запас хода без дозаправки, км                                                   | 800             | —                |
| Ускорение, м/c²                                                                 | 0,8             | —                |
| Конструкционная скорость, км/ч                                                  | 120             | 120              |
| Максимальная служебная скорость, км/ч                                           | 120             | 120              |
| Тормозной путь при конструкционной скорости на прямом участке пути, м, не более | 1000            | 1000             |
| Запасы                                                                          |                 |                  |
| Запас топлива, кг                                                               | 1500            | —                |
| Запас песка, кг                                                                 | 160             | —                |
| Запас масла дизеля, кг                                                          | 150             | —                |
| Запас масла гидропередачи, кг                                                   | 265             | —                |

### Варианты окраски
Первые две автомотрисы были окрашены в малиновый и серебристый цвета по следующей схеме: верхняя половина лобовой части, борта на уровне окон и узкая полоса внизу, а также пассажирские двери — малиновые; нижняя половина лобовой части, крыша со скатами и бо́льшая часть бортов под окнами — в серебристый. Передняя панель буферных фонарей окрашивалась в оранжевый цвет. У серийных автомотрис схема окраски почти не изменилась, но вместо малинового цвета был применён тёмно-зелёный, а пассажирские двери стали красными. Позже (при перекраске) у такой схемы появлялись ещё варианты. Серебристый часто менялся на светло-серый, при этом вместо зелёного иногда применялся синий (например, АЧ2-060 до перекраски в цвета РЖД).

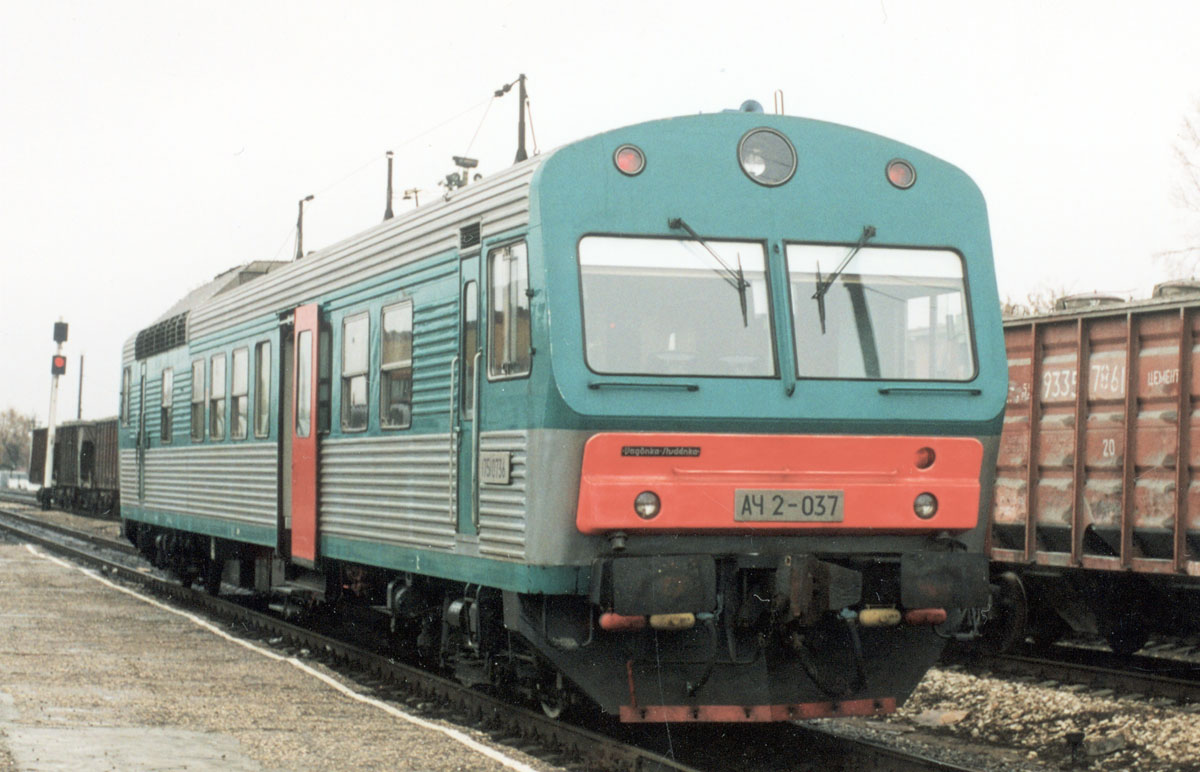
АЧ2-037 в зелёно-серой окраске (с красными дверями), близкой к заводской

В процессе эксплуатации автомотрис в различных депо были разработаны собственные схемы их окраски, в ходе которых у крыши, как правило, сохранялся оригинальный серебристый цвет, в то время как боковые и лобовые стены получали новую расцветку. Часть автомотрис АЧ2 приписки депо Брянск совместно с вагонами АПЧ2 имеет двухцветную окраску со светло-синим (либо светло-голубым) верхом, тёмно-синим низом и узкой белой полосой по нижнему краю борта. На Горьковской железной дороге автомотрисы получили бело-синюю окраску с небольшим присутствием красного цвета по бокам (двери и декоративные полосы на уровне окон). Служебные автомотрисы получили множество различных вариантов окраски, среди них наиболее распространёнными стали несколько схем окраски с использованием голубого, белого и синего цветов, иногда также дополняемых красным. Некоторые автомотрисы были перекрашены по двухцветной зелёной схеме. Отдельные автомотрисы были перекрашены и в другие цветовые схемы, такие как оранжево-жёлтая «путейская» (классическая окраска ССПС) или красно-серая корпоративная окраска РЖД в нескольких вариантах. Например, у автомотрис с номерами 014, 017 и 059 окраска была выполнена асимметрично, с двумя тонами серого цвета и их преобладанием на лобовой части по отношению к красному (впоследствии АЧ2-017 стала бело-красной); у АЧ2-032 — симметрично, с одним тоном серого и преобладанием спереди малиново-красного цвета; у АЧ2-118 — симметрично, с двумя тонами серого цвета, с преобладанием светлого тона серого на лобовой части и в середине боковых стен и красными бортами кабин. При этом вне зависимости от окраски цвет лицевой панели буферных фонарей либо оставался оранжевым, либо варьировался от оранжевого до малиново-красного.

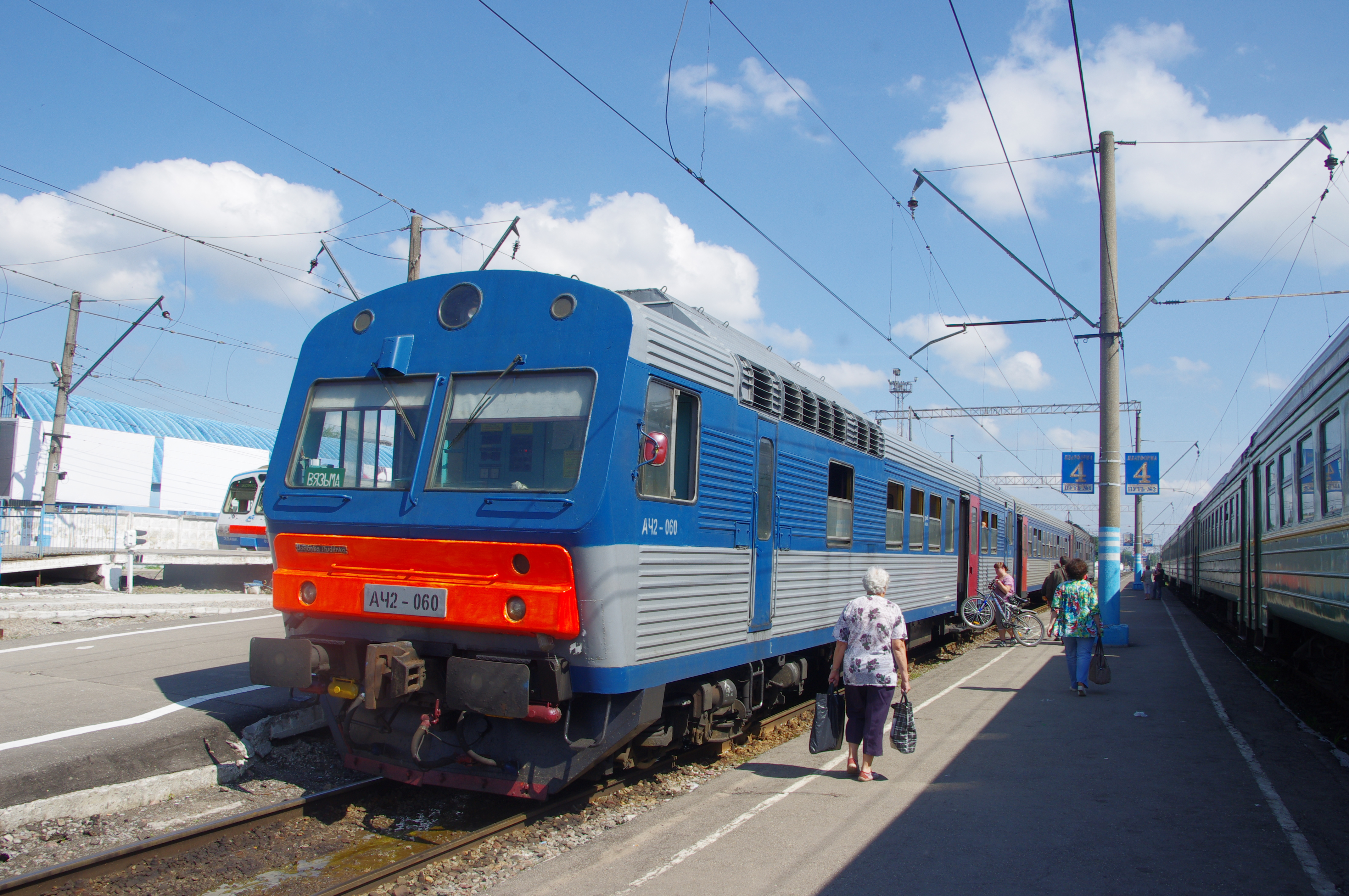
Трёхвагонный состав АЧ2/АПЧ2 в сине-серой окраске (с красными дверями). Вид на АЧ2-060
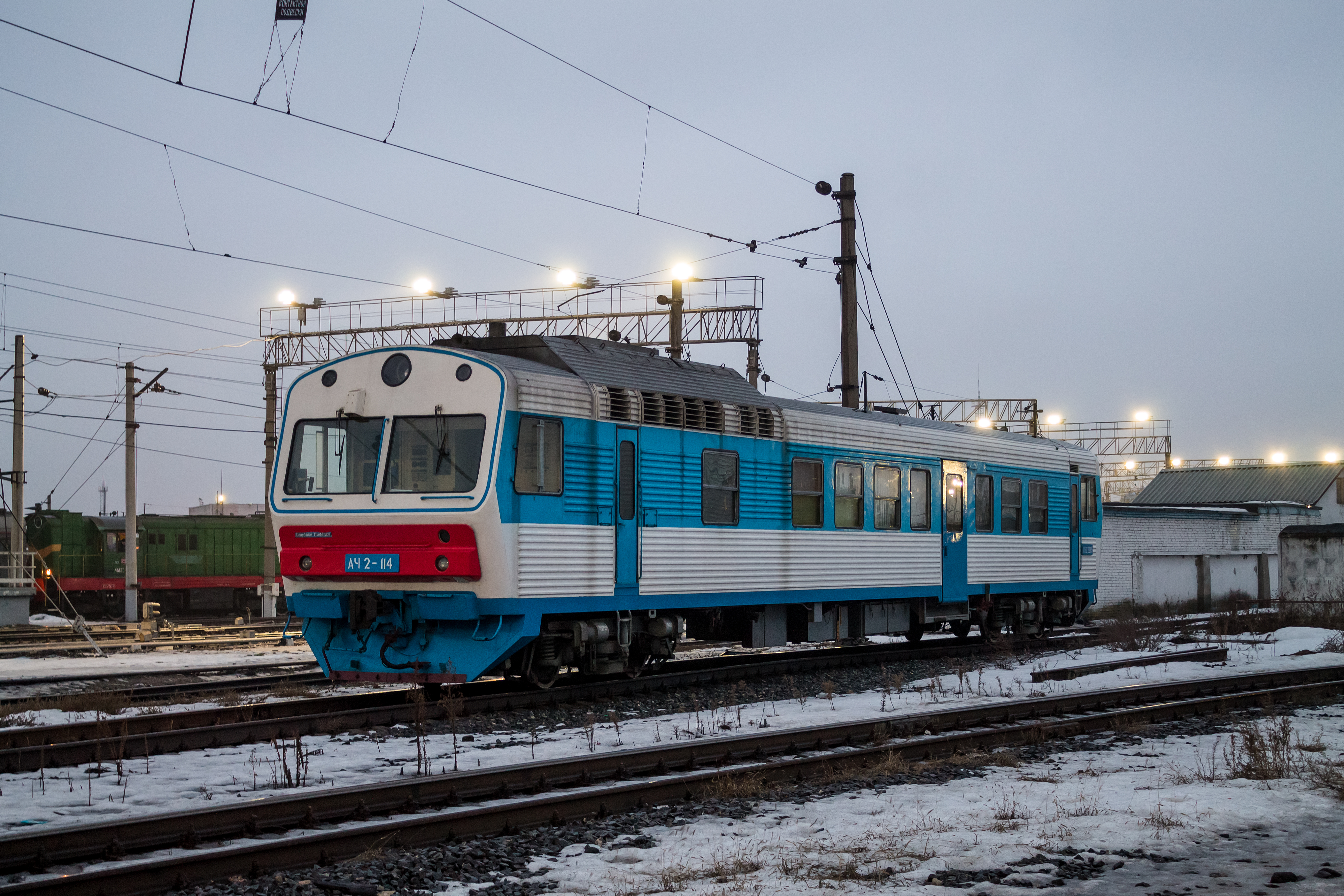
АЧ2-114 в бело-голубой окраске с белой кабиной
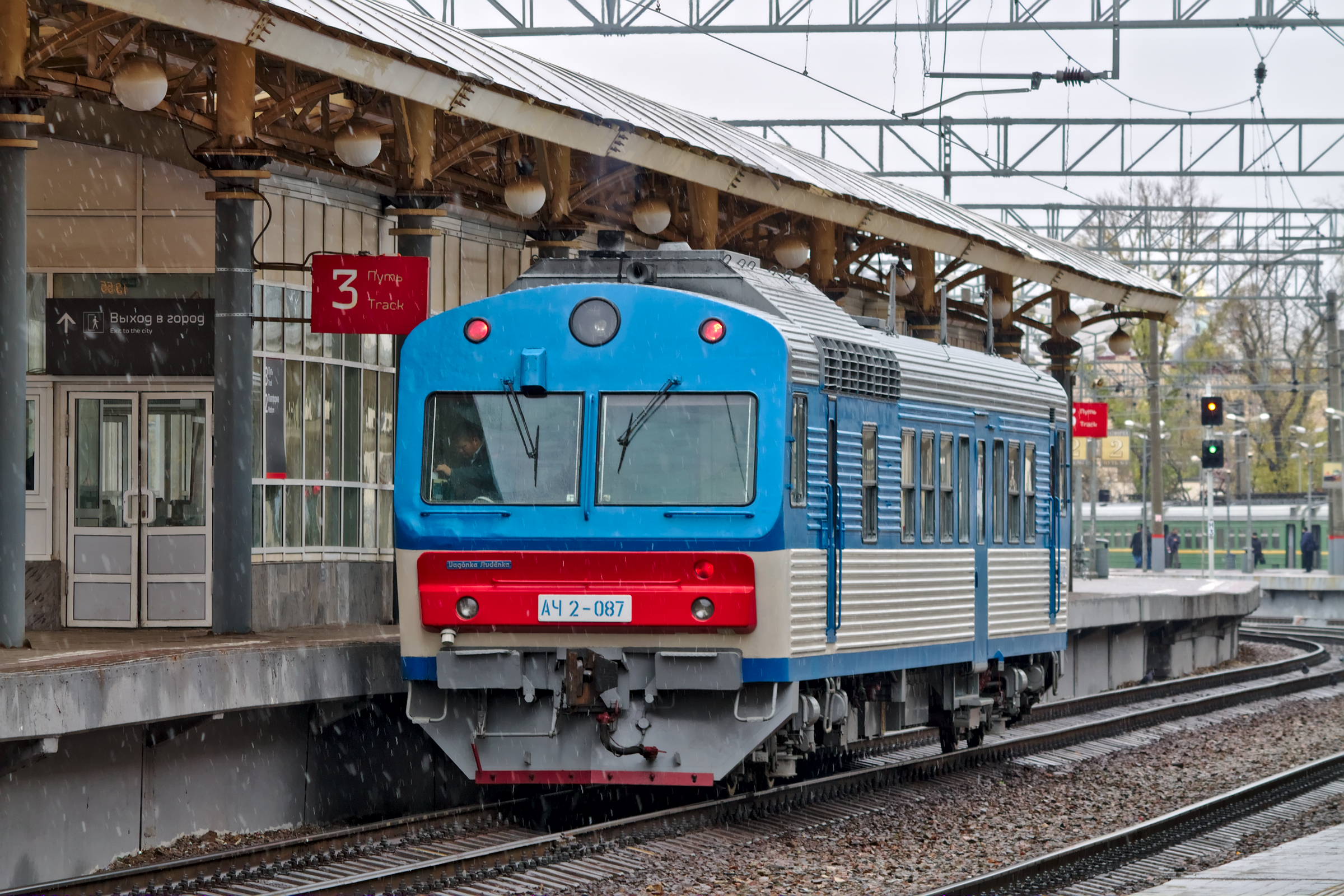
АЧ2-087 в бело-голубой окраске с голубой кабиной
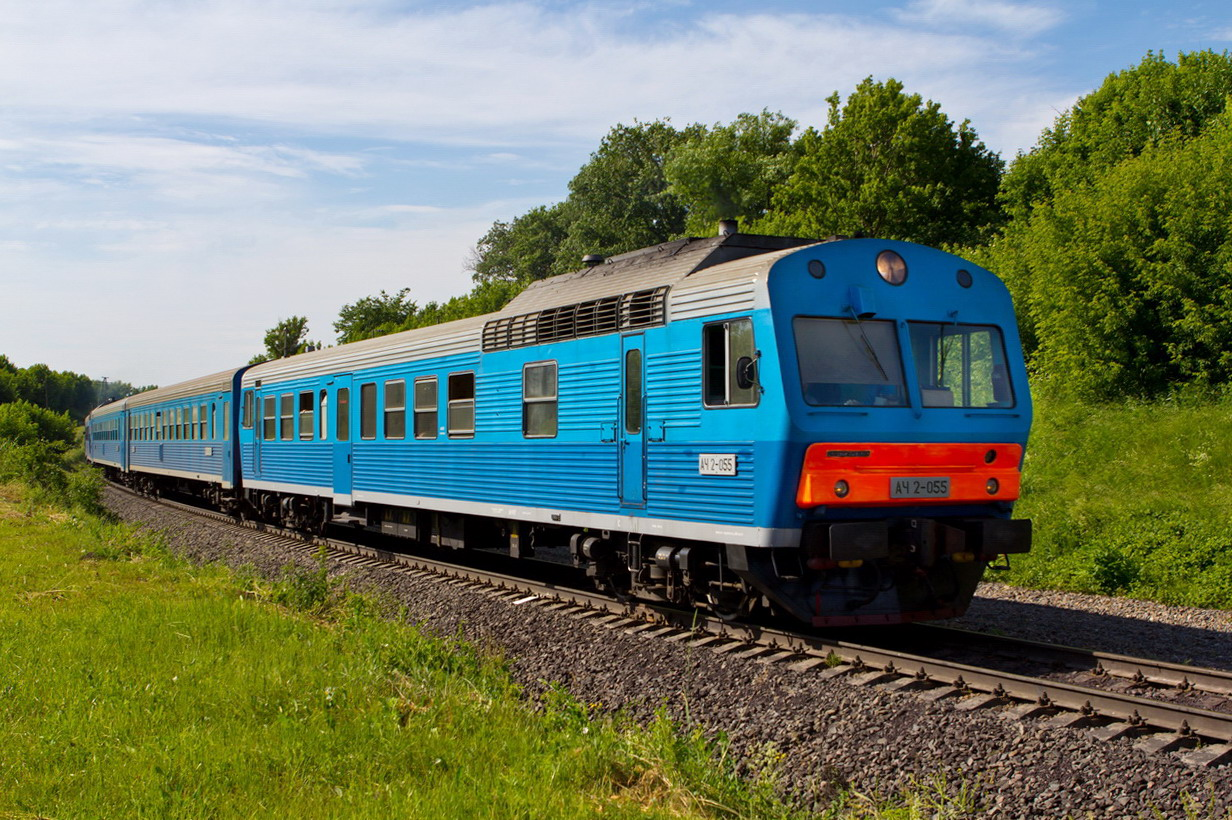
Четырёхвагонный состав АЧ2/АПЧ2 в двухцветной сине-голубой окраске депо Брянск-I. Вид на АЧ2-055
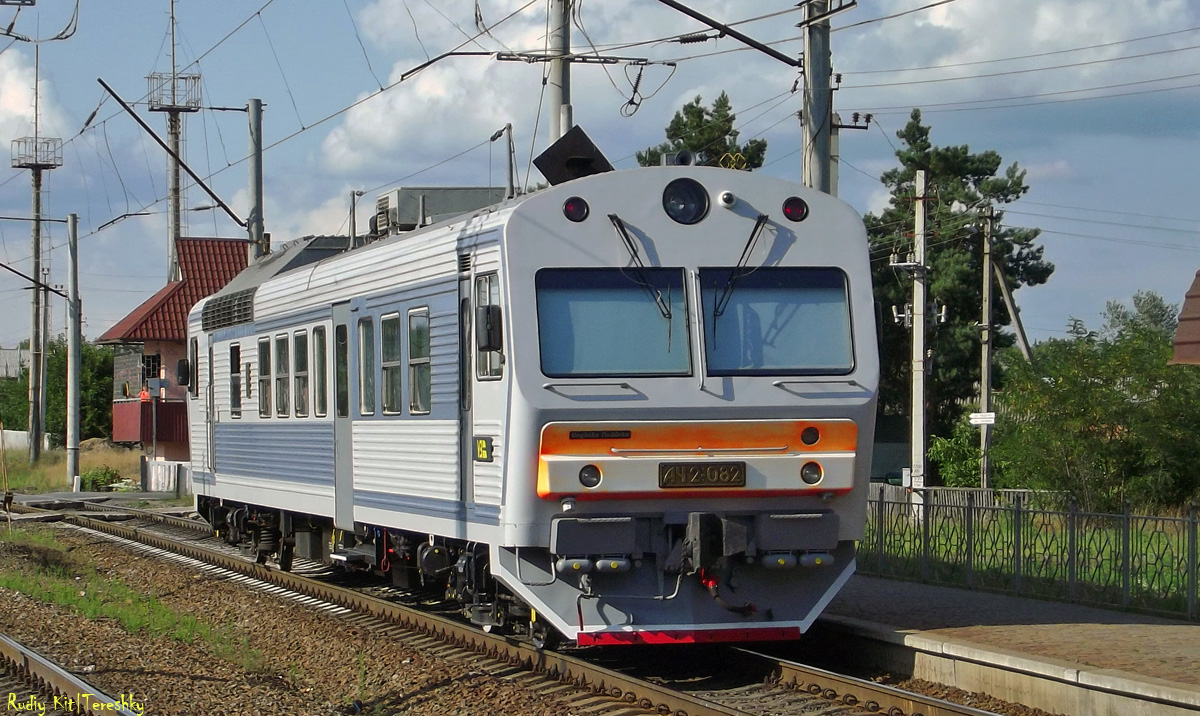
АЧ2-082 в бело-синей окраске Украинской ЖД
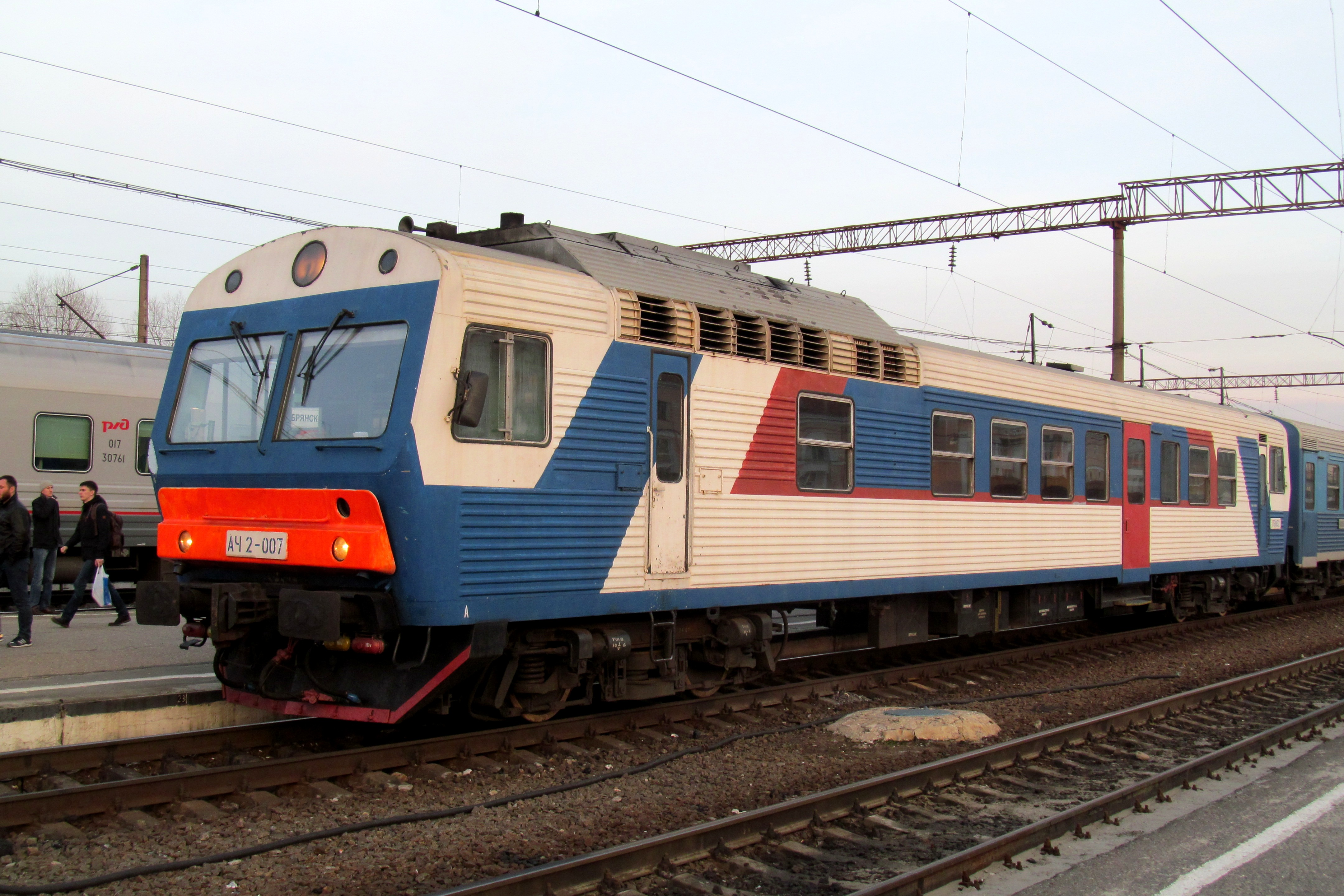
АЧ2-007 в бело-синей окраске (с красными дверями) ГЖД
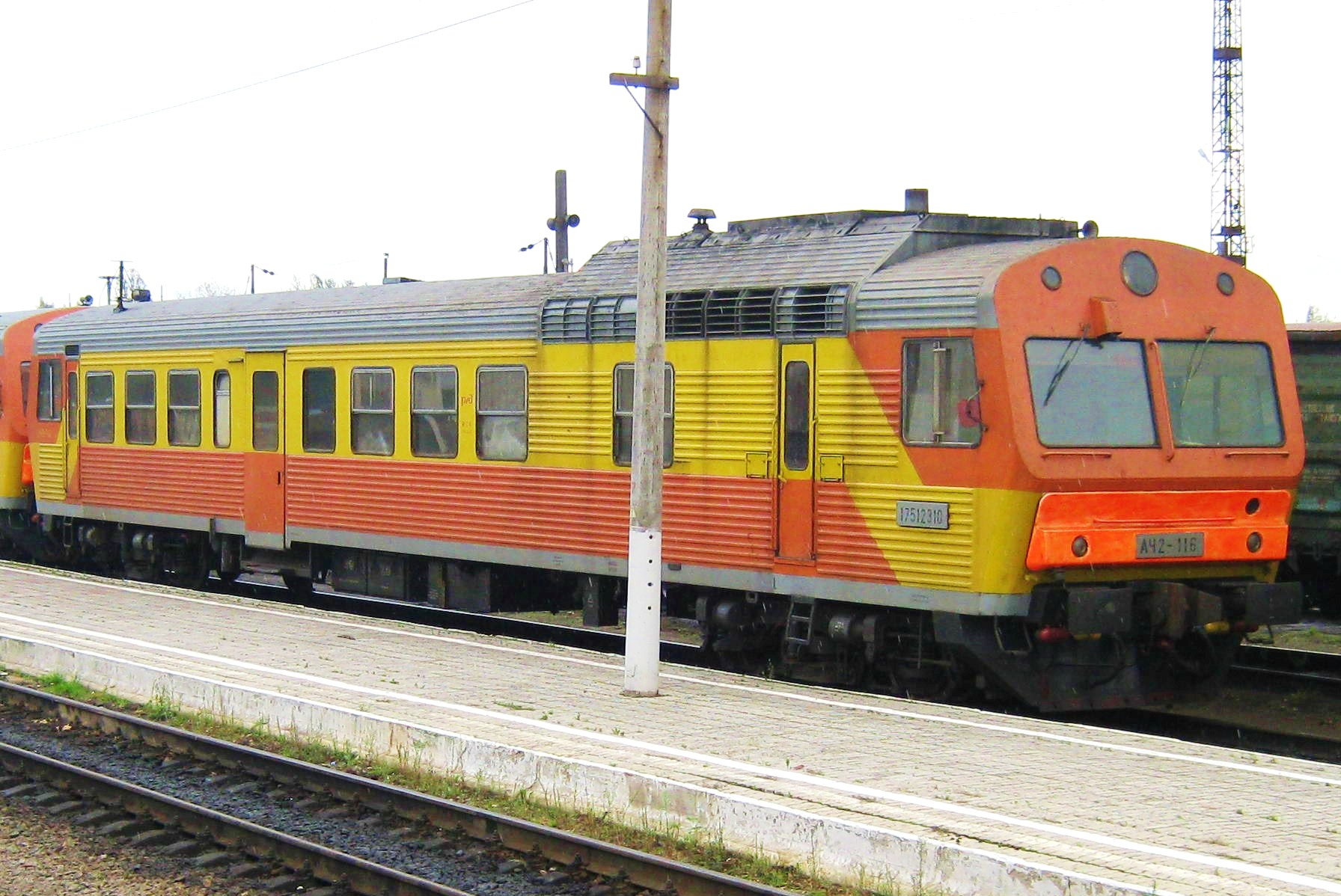
АЧ2-116 в оранжево-жёлтой «путейской» окраске
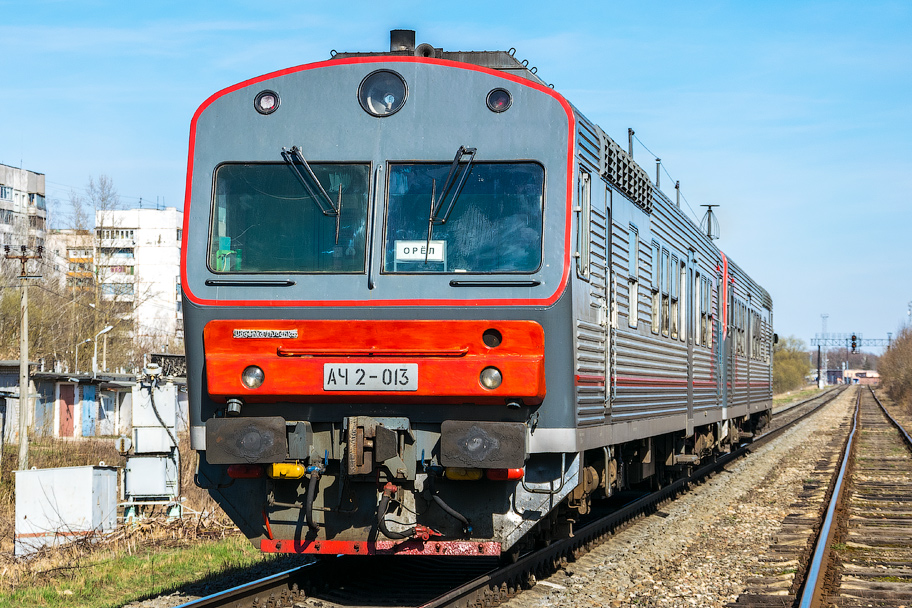
АЧ2-013 с АЧ2-060 в серо-красной корпоративной окраске РЖД (вариант с красными полосами)
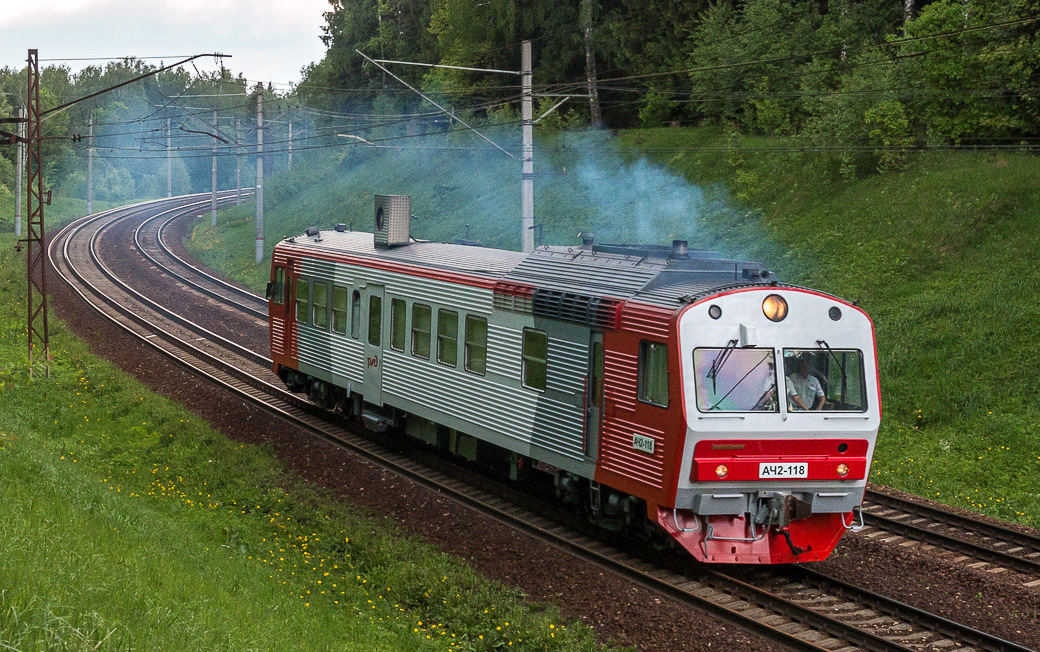
АЧ2-118 в серо-красной корпоративной окраске РЖД (вариант с красными боковинами кабин)

## Конструкция
Автомотриса отличается по конструкции от своей предшественницы АЧО, хотя и имеет близкие габариты вагона, схожий внешний вид и компоновку интерьера. По сравнению с АЧО была изменена конструкция кузова, тип тележек, применён другой дизельный двигатель и гидравлическая передача вместо электрической.

### Механическая часть

#### Кузов
Кузов автомотрисы АЧ2 двухкабинный, несущей конструкции, цельнометаллический (имеет сварную конструкцию из прокатных профилей). Наружная облицовка кузова, металлический пол и подоконная часть каркаса изготовлены из нержавеющей стали. Стальные листы для облицовки боков, крыши и металлического пола имеет трапецеидальный гофрированный профиль. Кузов состоит из главной рамы, боковых стен, крыши и лобовых частей кабин управления. У прицепных вагонов АПЧ2 кузов без кабин и имеет схожую конструкцию, вместо кабин по краям расположены торцевые стены с межвагонным переходом.
Для сцепления вагонов АЧ2 или АПЧ2 между собой либо с другим подвижным составом по торцам рамы каждого вагона установлены автосцепки СА-3 с подрессорным оборудованием Р-2П, по бокам от которых размещены буфера.

##### Лобовые стены АЧ2

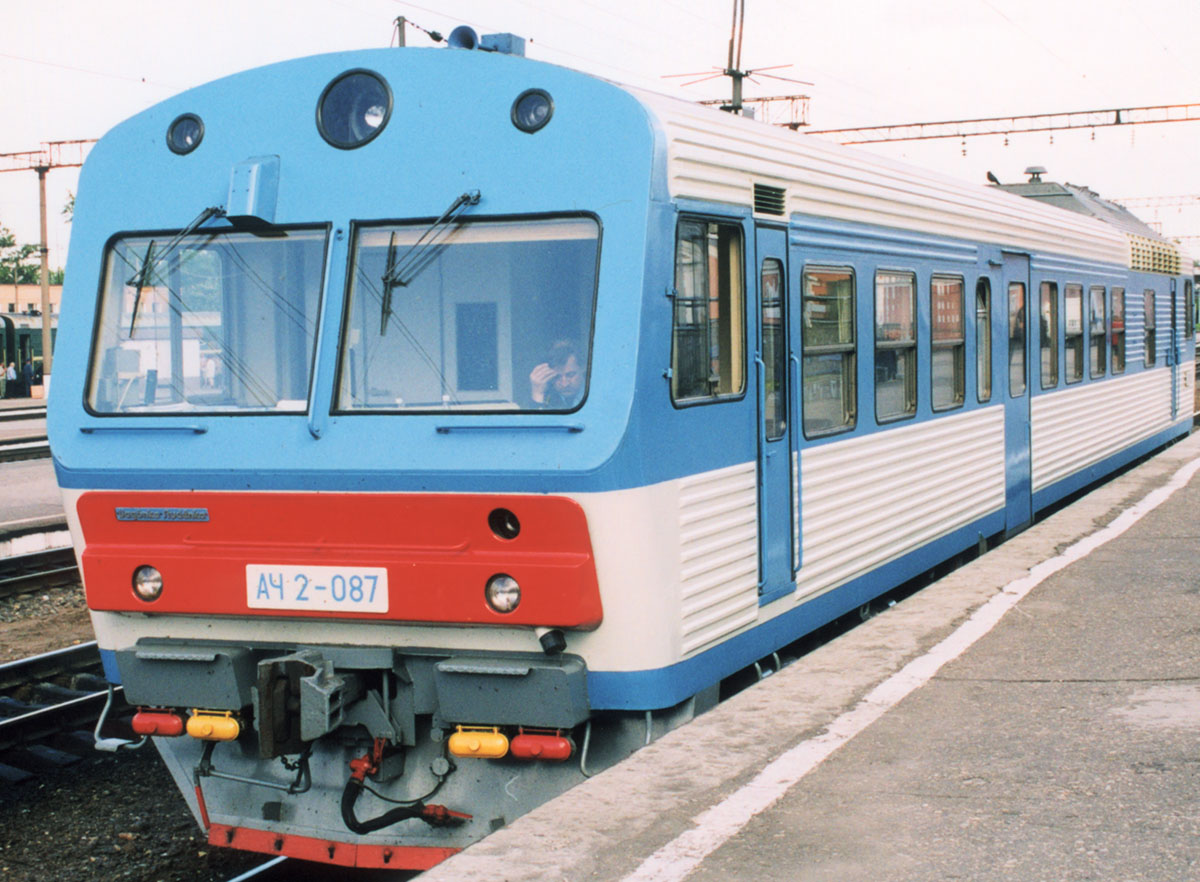
АЧ2-087 без буферов, вид со стороны лобовой части второй кабины и правого борта

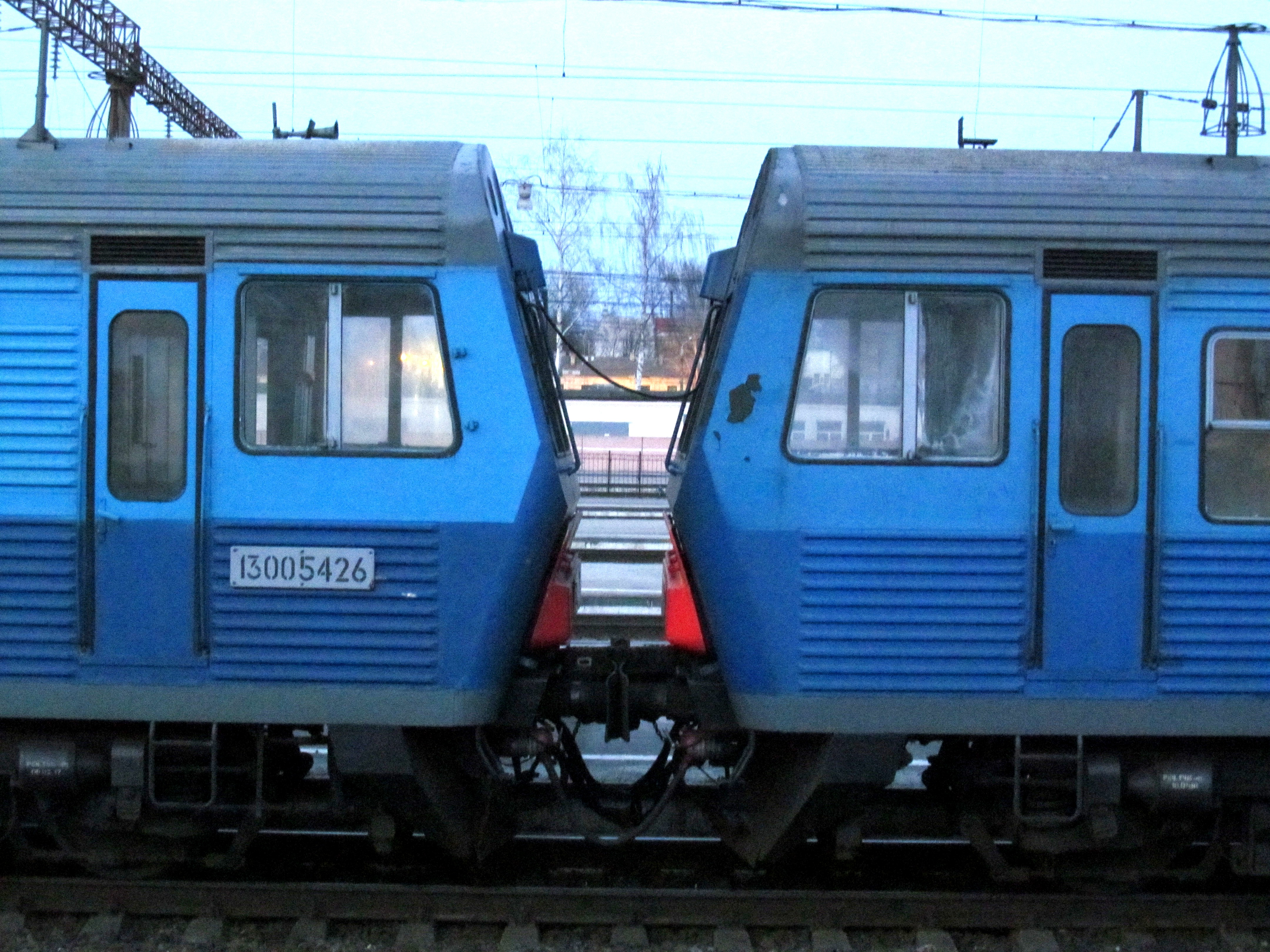
Межвагонные соединения двух автомотрис АЧ2 при работе по СМЕ

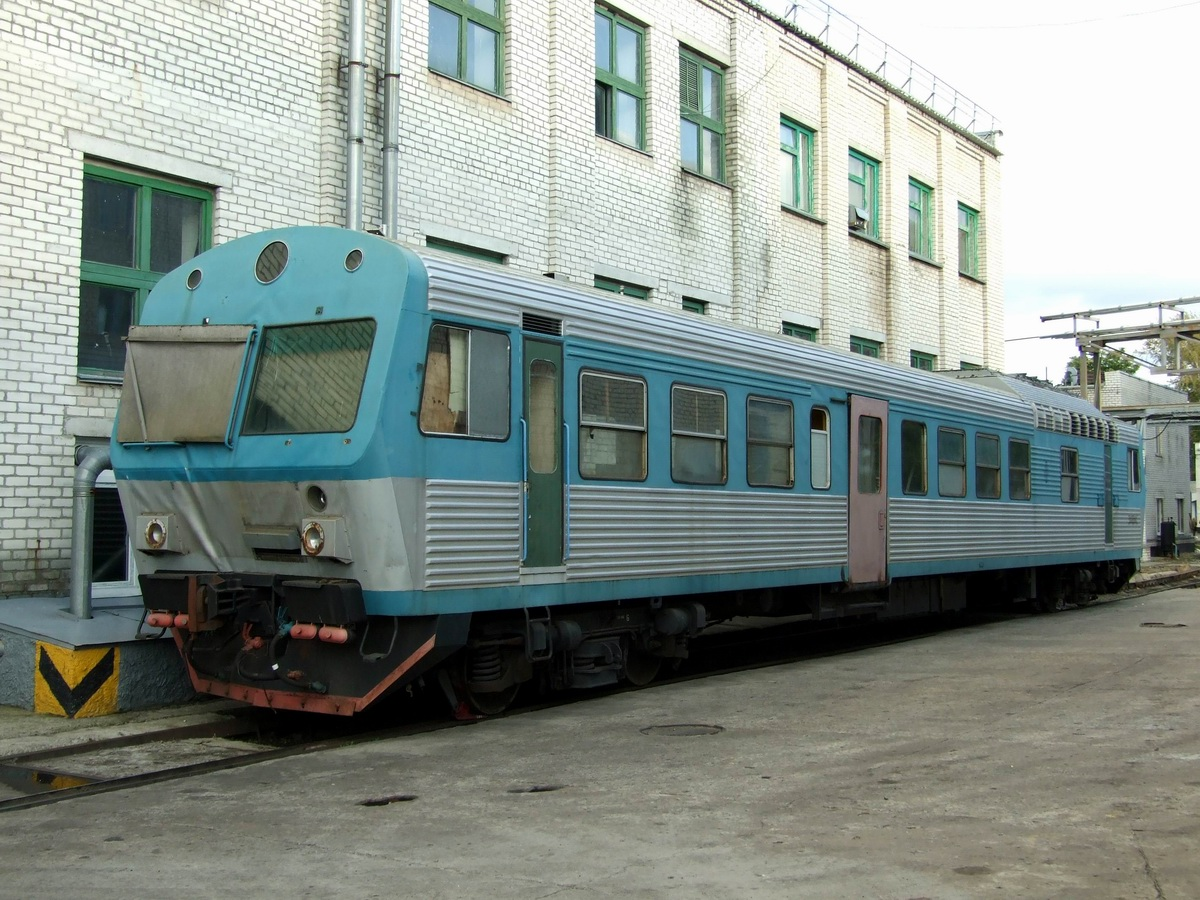
АЧ2-054 со снятой лицевой панелью

Лобовая стена кабины машиниста автомотрисы АЧ2 состоит из двух плоских наклонных частей с изгибом в середине (верхняя плоскость наклонена назад, нижняя — вперёд). Снизу из-под лобовой стены выступают автосцепка с рукавами пневматических магистралей и буфера, под которыми на лобовой стене установлены розетки напряжения 110 В для соединения электрических цепей с другой автомотрисой АЧ2 или вагоном АПЧ2. Снизу к раме под лобовой частью закреплён метельник (путеочиститель).
В середине нижней зоны к лобовой части закреплена лицевая панель с прорезями для двух белых и одного красного буферных фонарей, выступающая вперёд. Сами фонари размещаются в основной части кузова, оставаясь и при снятии лицевой панели, при этом белые фонари выступают вперёд, а красный утоплен в корпус. В нижней вертикальной части из панели видны два круглых белых буферных фонаря для обозначения головы поезда, между которыми на панели посередине крепится табличка с обозначением серии и номера; в верхней части над левым белым фонарём расположен нижний красный фонарь для обозначения хвоста поезда, а над правым — табличка с названием завода. Под белыми буферными фонарями размещены розетки системы электрического отопления прицепных вагонов напряжения 380 В. У первых двух опытных автомотрис у панели отсутствовала верхняя часть, прикрывавшая красный фонарь.
В верхней части кабины расположены два лобовых стекла, оборудованных стеклоочистителями. Над лобовыми стёклами по центру установлен круглый прожектор, утопленный в кузов, и два верхних хвостовых красных фонаря по краям. Над правым лобовым стеклом автомотриса имеет розетку межвагонных соединений.

##### Боковые стены

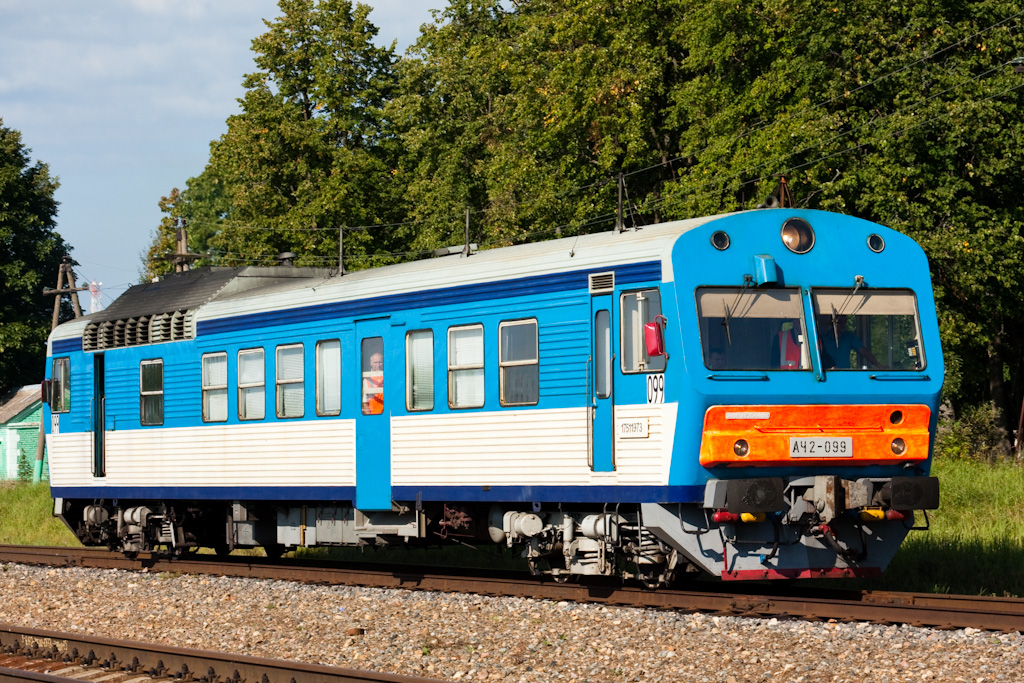
АЧ2-099 вид со стороны второй кабины и левого борта

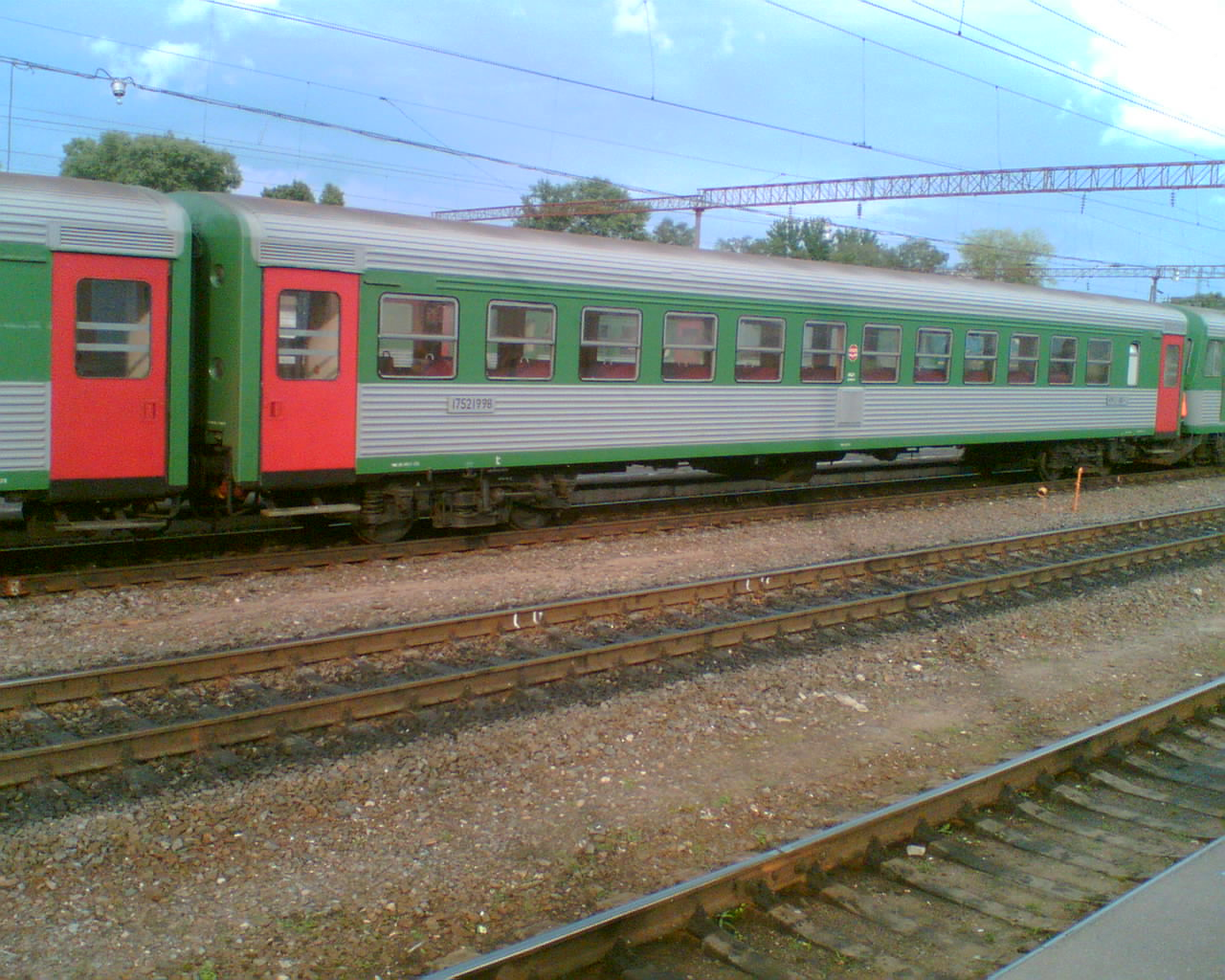
Прицепной вагон (АПЧ2) в составе АЧ2/АПЧ2

Боковые стены вагонов вертикальные и состоят из гофрированных стальных листов. Гофры отсутствуют в зоне боковых окон кабины и пассажирского салона.
В передней части боковых стен у автомотрис АЧ2 с каждой стороны расположены боковые четырёхугольные окна кабины машиниста с наклонным передним ребром, повторяющим наклон лобовой части; задняя часть окон представляет собой форточки, отодвигающиеся при открытии вперёд. Перед окнами крепятся зеркала заднего вида для локомотивной бригады.
Далее с обеих сторон расположены одностворчатые двери для локомотивной бригады. Дверные створки имеют узкие окна, оборудованы замками и открываются поворотом внутрь. Для входа членов бригады с уровня земли или низкой платформы двери снабжены боковыми поручнями и подножками под кузовом. Со стороны первой кабины двери ведут в машинное отделение и расположены на удалении от кабины, в то время как с противоположной стороны они ведут в служебный тамбур и расположены практически вплотную к кабине. Машинное отделение имеет по одному широкому окну со сдвижной верхней частью с каждой стороны. В верхней части стен напротив машинного отделения вырезаны воздухозаборные вентиляционные решётки.
В пространстве между машинным отделением и задней кабиной с каждой стороны расположены окна пассажирского салона и входные двери в середине пассажирской части. Относительно середины кузова двери смещены ближе к задней кабине. У переднего салона между машинным отделением и тамбуром имеется по четыре окна — три широких с форточками и одно средней ширины без форточек возле двери. У заднего салона между тамбуром и второй кабиной по левому борту расположено три широких окна с форточками; у первых двух автомотрис также имелось одно узкое окно, которое отсутствует у серийных автомотрис, начиная с 003. По правому борту рядом с тамбурной дверью находится узкое окно туалета, за которым расположено три окна салона.
Пассажирские двери одностворчатые, автоматические, прислонно-сдвижного типа; тамбуры имеют комбинированные выходы на низкие и высокие платформы. Дверные створки со встроенным окном имеют электропневматический привод и при открытии сдвигаются в сторону, противоположную машинному отделению. Управление открытием и закрытием дверей осуществляется машинистом из кабины машиниста.
У прицепных вагонов АПЧ2 с каждой стороны по краям боковых стен расположены пассажирские автоматические двери, аналогичные по конструкции дверям моторных вагонов АЧ2 и сдвигающиеся при открытии к середине вагона. В пространстве между ними в стенах вырезаны 13 окон салона — 12 широких со сдвижными форточками и одно узкое туалетное по левому борту и 13 широких со сдвижными форточками — по правому.

##### Торцевые стены АПЧ2
Гладкие торцевые стены промежуточных вагонов АПЧ2 оборудованы расположенными по центру межвагонными переходами, состоящих из резиновых баллонных суфле по бокам и сверху и металлических переходных площадок для пассажиров. По бокам от межвагонного перехода в стене утоплены красные фонари хвостовых огней — два верхних и один нижний с правой стороны. При эксплуатации состава  без второй автомотрисы они обозначают вагон в хвосте поезда. Снизу из-под торцевой стены выступают буфера и автосцепка СА-3 по центру между ними. Над буферами в стенах обустроены розетки системы электрического отопления, а под буферами — розетки цепей управления и освещения по две с каждой стороны.

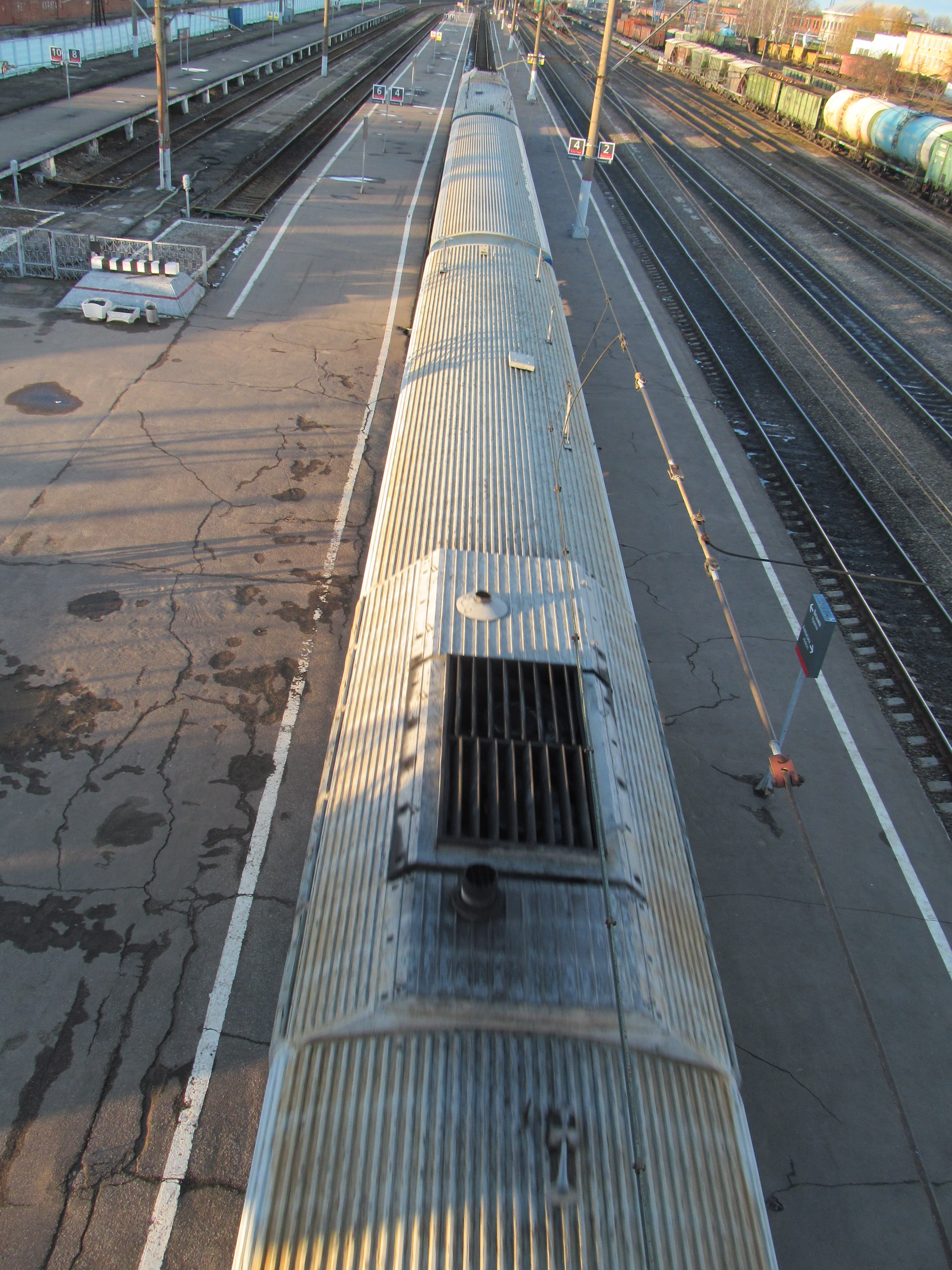
Крыша трёхвагонного состава АЧ2+АПЧ2+АЧ2

##### Крыша
Крыша вагонов гофрированная и имеет арочную форму с плавно изогнутыми боковыми скатами, переходящими в вертикальные боковые стены. Высота основной части крыши по центру вагонов АЧ2 и АПЧ2 над уровнем головок рельс (УГР) составляет 4125 мм. Над машинным отделением вагона АЧ2 крыша имеет возвышение с вентиляционными решётками для выпуска нагретого воздуха над шахтой системы охлаждения, имеющее максимальную высоту 4480 мм над уровнем головок рельс, рядом с ним расположена выхлопная труба. На крыше размещены антенны, высота верхней части которых над УГР составляет 4691 мм.

#### Тележки
Каждый вагон АЧ2 и АПЧ2 имеет двухосные тележки с центральным шкворнем и двухступенчатым рессорным подвешиванием в виде цилиндрических витых пружин. Тележка автомотрисы АЧ2 со стороны машинного отделения — приводная, тележка со стороны салона АЧ2 и обе тележки АПЧ2 — неприводные (поддерживающие). На моторном вагоне АЧ2 приводная тележка модели 8-817.4 схожа по конструкции с неприводной модели 8-817.5 и отличается наличием осевых редукторов на каждой оси, получающих вращающий момент от установленной позади тележки гидропередачи. Гидропередача связана шарнирным валом с проходным осевым редуктором НП-20 (с прямыми и коническими шестернями), который, в свою очередь, связан другим шарнирным валом с концевым осевым редуктором НК-20 (с коническими шестернями) на другой оси.
Тележки прицепных вагонов АПЧ2 отличаются от неприводных тележек моторных вагонов АЧ2 отсутствием тормозных цилиндров и на 100 мм меньшей колёсной базой: у АЧ2 она составляет 2500 мм, у АПЧ2 — 2400 мм.

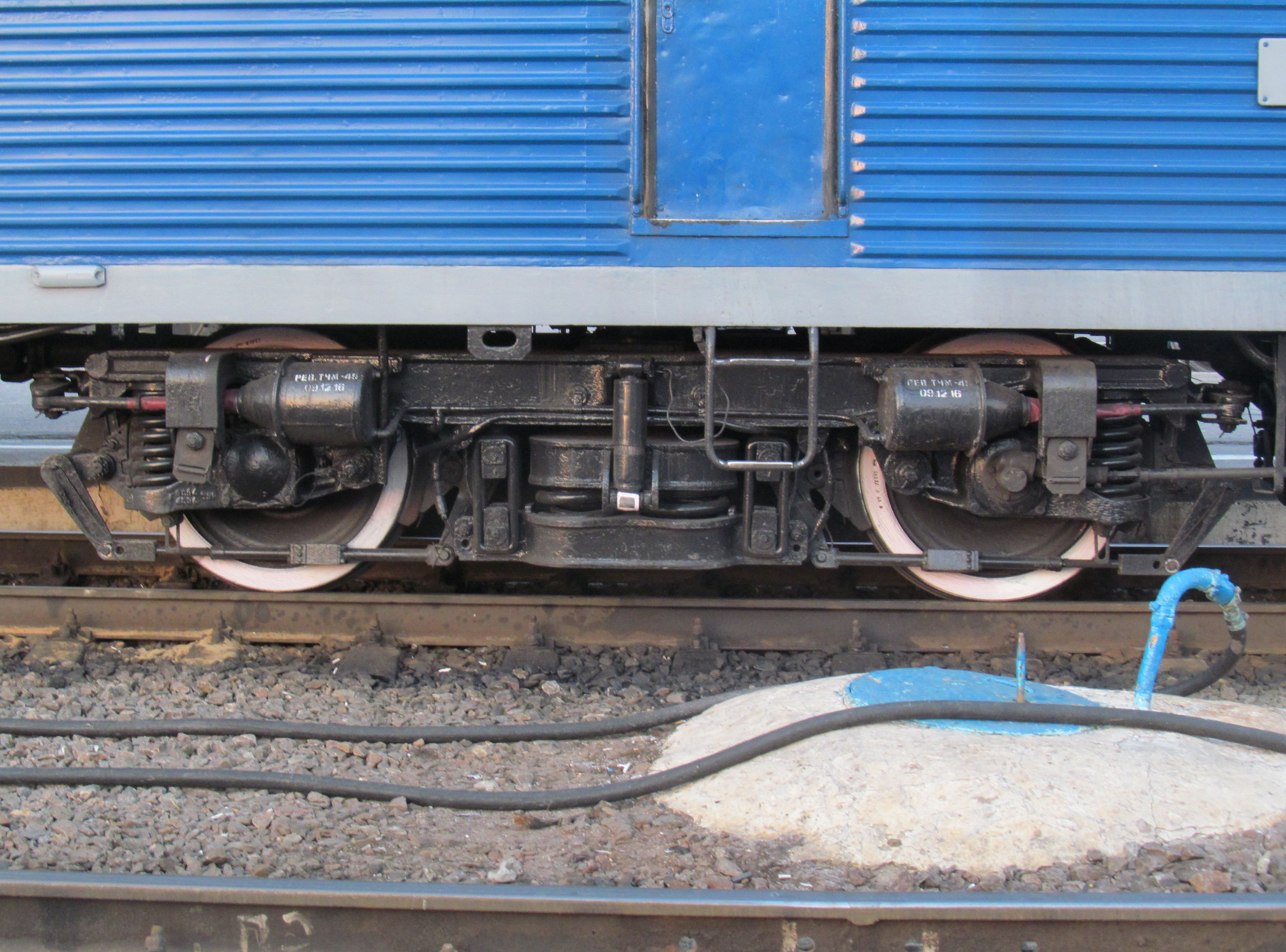
Приводная тележка автомотрисы АЧ2
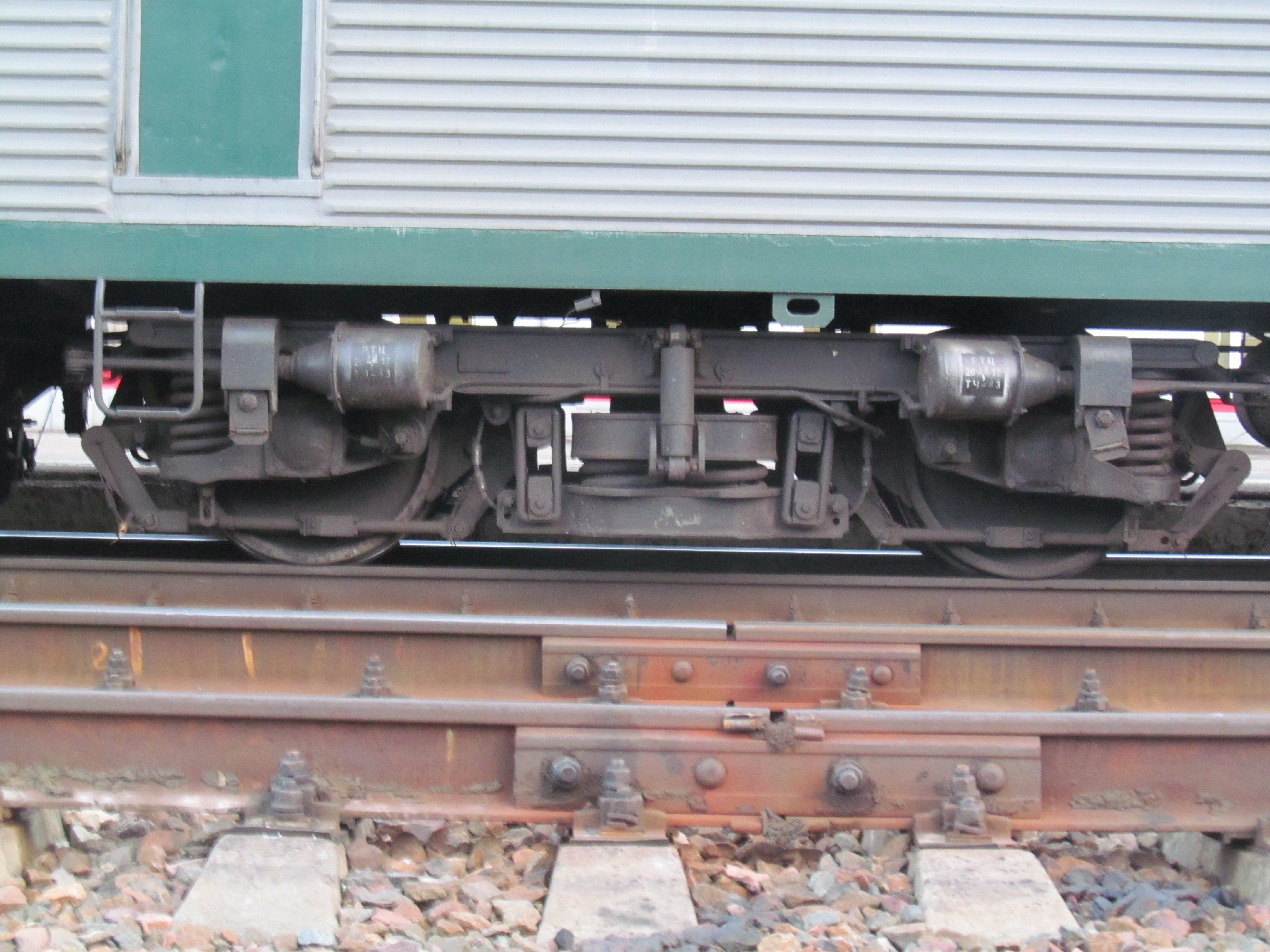
Неприводная тележка автомотрисы АЧ2
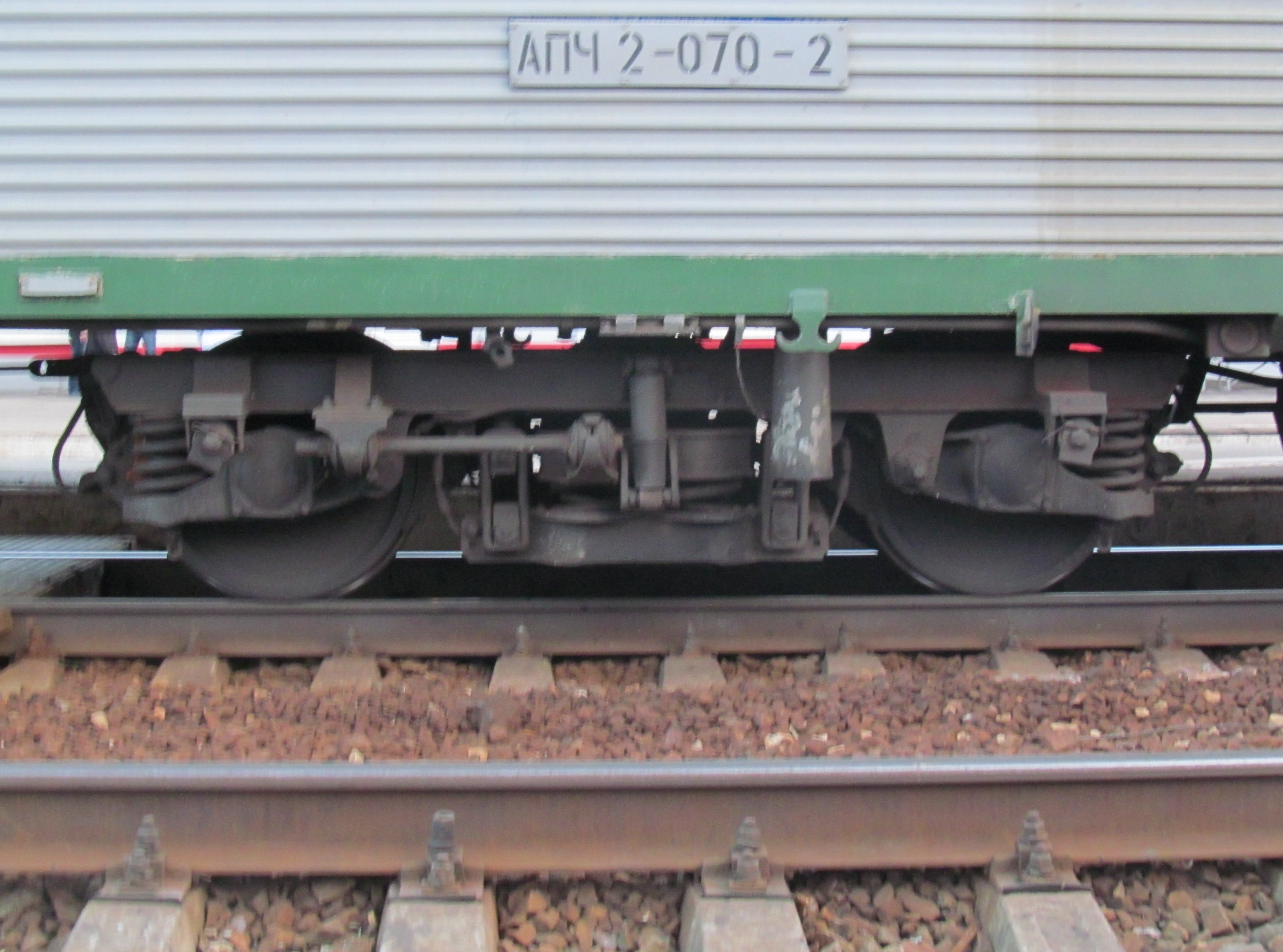
Тележка прицепного вагона АПЧ2

Тележки цельнометаллические, сварной конструкции, с двойным подрессориванием и гидравлической амортизацией во вторичном подрессоривании. Главная поперечная балка вагонной коробки лежит на люльке тележки, опирающейся о пружины вторичного подрессоривания.
В первой буксовой ступени рессорного подвешивания рама тележки опирается на колёсные пары через буксы и пружины. Каждая букса имеет вид балансира, который со стороны середины тележки крепится к раме через шарнир, а с противоположной воспринимает усилие от рамы через винтовую пружину. Во второй ступени кузов опирается на раму тележки через центральный подпятник со шкворнем и четыре более толстые винтовые пружины по бокам в средней части тележки (по две с каждой стороны) с люлечной подвеской. Для гашения вибраций кузова в кузовной ступени применяются гидрогасители. Тяговые и тормозные усилия передаются от тележки к кузову через шкворень и тяговые поводки, соединяющие буксы тележки с верхними опорами пружинной подвески кузовной ступени с опорой на выступы рамы тележки.
Колёсные пары тележки безбандажные, диаметр новых необточенных колёс по кругу катания составляет 950 мм, максимально изношенных колёс — 870 мм. Каждое колесо имеет с обеих сторон тормозные колодки, прижимаемые к колесу при торможении под воздействием пневматических тормозных цилиндров. У моторного вагона АЧ2 тормозные цилиндры закреплены по бокам на раме тележки по два с каждой стороны и имеют рычажный механизм передачи усилий на тормозные колодки. У промежуточных вагонов АПЧ2 тормозные цилиндры на тележках отсутствуют, вместо этого они закреплены под кузовом вагона и передают тормозные усилия на рычажный механизм дистанционно через пневматическую передачу.
Масса ведущей и поддерживающей тележек автомотрисы составляет 10 400 кг и 7240 кг соответственно.

### Силовая установка
Силовая установка автомотрисы расположена в машинном отделении вагона и состоит из рамы и смонтированных на ней дизельного двигателя, гидропередачи и ряда других устройств (выхлопного трубопровода с глушителем выпуска, установки воздушного компрессора и тому подобного). Рама силовой установки закреплена к раме вагона в восьми местах с помощью резиновых прокладок. Двигатель и гидропередача соединены между собой с помощью резинокордной муфты и промежуточного вала карданной передачи, передающего момент вращения между этими агрегатами.

#### Дизельный двигатель

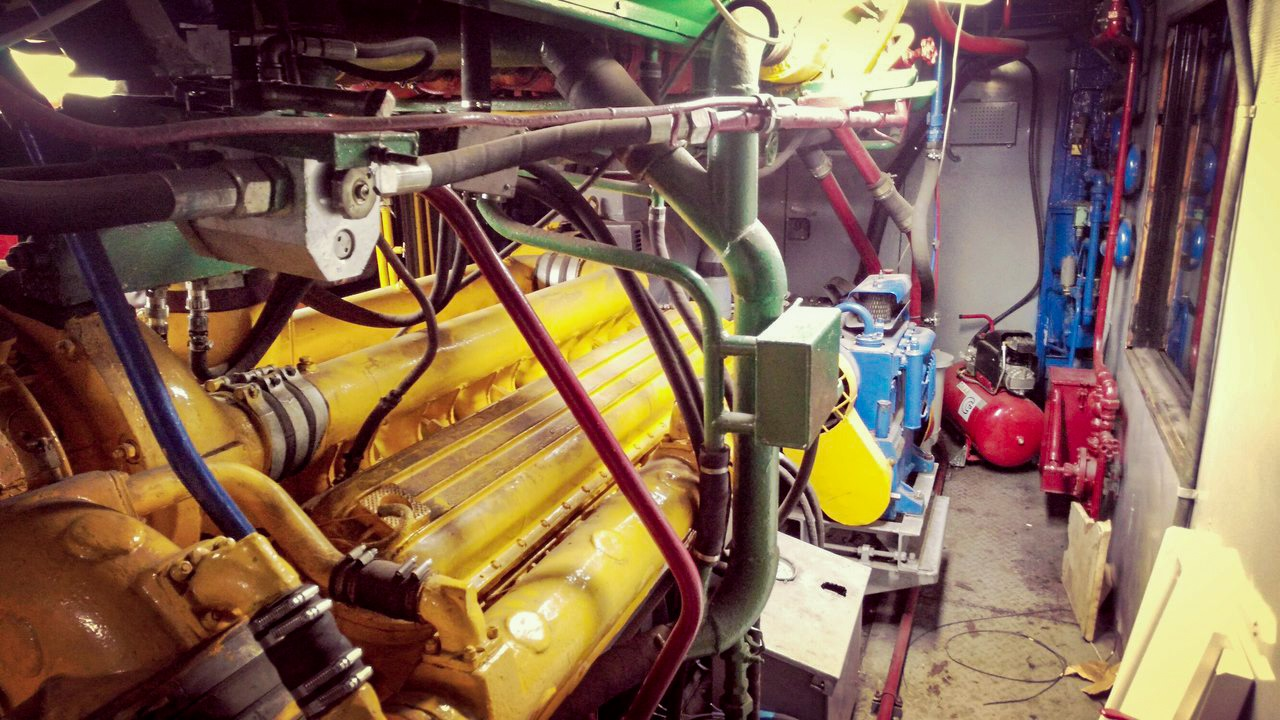
Дизельный двигатель М756Б-1 в машинном отделении АЧ2

На автомотрисе АЧ2 в машинном отделении установлен V-образный 12-цилиндровый четырёхтактный дизельный двигатель М756Б-1 (12ЧН18/20) производства ленинградского завода «Звезда», применяемый также на строившихся в то же время модификациях дизель-поезда ДР1А. Номинальная (полная) мощность дизеля составляет 736 кВт (1000 л.с.), рабочий объём — 62,4 л, степень сжатия — 13,5 ± 0,5, номинальная частота вращения — 1500 об/мин, частота вращения холостого хода — 750 об/мин, удельный расход топлива в режиме полной мощности — 215 г/кВт•ч. Угол развала цилиндров — 60°, диаметр цилиндра — 180 мм, ход поршня в цилиндре — 200 мм. Максимальная мощность, снимаемая с переднего фланца дизеля для привода вспомогательных машин — 59 кВт. Длина двигателя составляет 2405 мм, ширина — 1240 мм, высота — 1475, масса — 2000 кг. Ресурс двигателя до полной переборки составляет 11 000 часов (300 000 км пробега); полный (до списания) ресурс двигателя 29 000 часов (700 000 км пробега).
Пуск двигателя осуществляется двумя электростартёрами, синхронно приводящими во движение коленвал двигателя через зубчатую передачу. Оба стартёра находятся на задней надставке картера двигателя.
Двигатель работает на дизельном топливе типов Л-0,5-61, Л-0,2-61 (согласно ГОСТ 305—82), NM-4, NM-22 (согласно ЧСН 65 6506). Подогрев топлива происходит от охлаждающей воды двигателя. Топливная система включает топливный насос, крыльчатый топливоподкачивающий насос, сетчатый фильтр грубой очистки топлива, фетровый фильтр тонкой очистки топлива, а также форсунки и трубопроводы (высокого и низкого давления). Топливный насос помещён между моноблоками цилиндров и приводится в действие от коленчатого вала. Топливоподкачивающий насос имеет привод от электродвигателя и размещён в стороне от дизеля.
Двигатель имеет газотурбинный наддув от одного турбокомпрессора (турбонагнетателя, установленного на передней части двигателя). Смазка дизеля выполнена по принципу сухого картера, то есть масло не хранится в картере дизеля, а подаётся в него из отдельного масляного бака.
Картер двигателя выполнен из алюминиевого сплава и состоит из двух частей — верхнего и нижнего картеров. Верхний картер предназначен для передачи усилий, нижний играет роль резервуара для циркулирующего масла. К передней части картера присоединён фланец, на котором находится турбонагнетатель. Из задней части картера выводится выходной вал с фланцем для отбора мощности.
Коленчатый вал выполнен из легированной стали. Шесть колен кривошипов расположены под углом 120°. Вал установлен в шести подшипниках в верхнем картере; седьмой подшипник является опорным. На заднем конце вала установлен пружинный амортизатор крутильных колебаний, а на переднем — силиконовый демпфер. На этом же валу смонтированы 12 шатунов из легированной стали, шесть из которых являются главными. Нижние головки главных шатунов разделены. Поршни выполнены из алюминиевого сплава и имеют по пять поршневых колец. Поршневые пальцы плавающие.
Головки цилиндров изготовлены из лёгких сплавов как моноблоки для шести цилиндров и закреплены на картере. Втулки цилиндров выполнены двойными. В верхней части моноблока установлены распределительные валы, впускные и выпускные клапаны, управляемые распределительным механизмом. На внутренней стороне моноблока установлен впускной трубопровод, на внешней — выпускной трубопровод.
Система смазки двигателя (циркуляционная, под давлением) состоит из масляного насоса шестерёнчатого типа с двойным сетчатым фильтром грубой очистки масла и центробежным фильтром тонкой очистки масла, откачивающего насоса, обратных клапанов и трубопровода. Кроме этого имеется маслоподкачивающий насос, предназначенный для подачи масла к местам смазки перед пуском двигателя, а также для перекачивания масла через масляный теплообменник при нагревании масла перед пуском двигателя. В системе смазки двигателя используется масло марки М-14В2 ГОСТ 12337—84 либо М-20БП ТУ 38-101593-75.
Система охлаждения двигателя жидкостного типа с принудительной циркуляцией (давление 0,03 МПа). Охлаждающая жидкость (вода) выбирается согласно инструкции по эксплуатации на двигатель. В системе охлаждения также задействованы турбонагнетатель и выхлопной трубопровод. Циркуляция воды обеспечивается насосом, размещённым в верхней части картера двигателя. Холодильник воды состоит из охлаждающих элементов типа «воздух — вода», собранных V-образно, с принудительным прохождением воздуха. В холодильнике установлено 24 охлаждающих элемента (секции), имеются два вентилятора диаметром 996 мм каждый, привод вентиляторов — гидростатический. Охлаждение масла также происходит от охлаждающей воды двигателя. Для охлаждения масла двигателя и гидропередачи используется трубчатый теплообменник «вода — масло». Для охлаждения масла гидропередачи используются три теплообменника. Для подогрева топлива используется трубчатый теплообменник «вода — дизельное топливо».
Температура охлаждающей воды двигателя поддерживается нефтяным и электрическим водонагревателями. Нефтяной нагреватель работает на дизельном топливе и развивает мощность 32 кВт. Электрический нагреватель мощностью 35 кВт работает от трёхфазного напряжения 380 В частотой 50 Гц.
Двигатель оснащён регулятором мощности непрямого действия, поддерживающим постоянную скорость вращения во всём интервале скоростей, а также автоматом предельных оборотов, который при превышении установленной величины скорости вращения специальным клапаном закрывает доступ воздуха в турбонагнетатель.

#### Гидропередача
Позади дизеля в машинном отделении установлена гидродинамическая коробка передач (далее гидропередача) ГДП-1000Ч производства Калужского машиностроительного завода, аналогичная применяемой на дизель-поездах семейства ДР1. Гидропередача осуществляет соединение дизеля с колёсными парами ведущей тележки в режиме тяги без сплошной жёсткой связи с передачей усилия через турбинное масло и разъединяет их при стоянке поезда или его следовании не в режиме тяги. Гидропередача передаёт вращение через карданный вал к осевым редукторам передней тележки.
Гидропередача состоит из трёх основных частей: гидравлической, механической и схемы автоматики.
Гидравлическая часть содержит два гидротрансформатора. Их насосные колёса приводятся в движение от двигателя через зубчатые мультипликаторы. Турбинные колёса гидротрансформаторов соединены с зубчатыми колёсами первой и второй ступеней. Включение гидротрансформаторов происходит их последовательным заполнением рабочей жидкостью. Гидротрансформаторы преобразуют крутящий момент дизеля с оптимальным использованием его мощности, обеспечивая плавное трогание с места и изменение скорости движения в зависимости от мощности, получаемой от дизеля.
Механическая часть содержит зубчатые передачи — входную передачу, передачи первой и второй ступеней и механизм реверсирования. Переключение реверса происходит включением (соединением) подвижных муфт с зубчатыми колёсами с помощью пневмоцилиндра через рычажную передачу.
Гидравлическая и механическая части расположены в сварном корпусе, который состоит из четырёх частей в трёх разделительных уровнях.
Автоматика обеспечивает автоматическое переключение гидротрансформаторов, которое происходит путём заполнения одного и опорожнения другого гидротрансформатора в зависимости от скорости автомотрисы и скорости вращения вала её двигателя. Управляющим органом системы автоматики является её электрическая часть, исполнительным органом — гидравлическая часть.
Заполнение гидротрансформаторов рабочей жидкостью и маслопроводов системы смазки подшипников и зубчатых колёс осуществляется центробежным питательным насосом. Для подачи масла при движении автомотрисы с неработающим двигателем предназначен шестерёнчатый насос системы смазки.
В системе смазки гидропередачи применяется масло марки ТП-22 ГОСТ 9972—74 (с добавлением при необходимости антипенной жидкости ПМС-200А в весовом отношении 0,005 %) или Т-22 ГОСТ 32—74 (с добавлением антипенной жидкости ПМС-200А в весовом отношении 0,005 %).
Гидропередача автоматически изменяет величину вращающего момента в зависимости от нагрузки и скорости движения.
Гидропередача многоциркулярная (двухконтурная), имеет поочерёдное заполнение и опорожнение гидроаппаратов (обоих гидротрансформаторов) и автоматическое электрогидравлическое двухимпульсное управление — смена режимов происходит в зависимости от скорости движения и положения контроллера. Переключение ступеней скорости производится гидравлическим способом. Система переключения реверса электропневматическая, с гидравлическим доворотом. Система питания гидротрансформаторов и охлаждения жидкости параллельная. В цепи охлаждения масляной системы установлен сетчатый масляный фильтр. Охлаждение масла осуществляется охлаждающей водой двигателя.
Масса гидропередачи составляет 3350 кг; размеры: длина 1600 мм, высота 1700 мм, ширина 1370 мм. Средний КПД передачи в рабочем диапазоне скоростей движения составляет порядка 83 %.

### Электрическое оборудование
Основными узлами электрооборудования автомотрисы являются два электрогенератора (вспомогательный и отопительный), аккумуляторная батарея и выпрямитель.
На корпусе гидродинамической коробки передач над дизелем установлено два трёхфазных синхронных шестиполюсных электрических генератора, приводимых дизелем. Левый генератор (вспомогательный) типа AL180L06 с номинальной мощностью 40 кВА  вырабатывает номинальное линейное напряжение 89 В по каждой фазе, которое в дальнейшем выпрямляется и используется для питания цепей управления и освещения и подзарядки аккумуляторной батареи. Номинальный ток фазы 259 А. Диапазон частот вращения от 1900 до 4000 об/мин. Правый генератор (отопительный) типа AL200L06 имеет мощность 80 кВА, выдавая номинальное линейное напряжение 380 В по каждой фазе, и используется для питания цепей электрического отопления прицепных вагонов. Номинальный ток фазы 121 А. Диапазон частот вращения от 2100 до 4000 об/мин.
В схеме применён выпрямитель полупроводникового типа, который предназначен для выпрямления напряжения вспомогательного генератора. Выпрямитель рассчитан на номинальное напряжение 570 В постоянного тока (номинальный ток 300 А при естественном охлаждении).
Щелочная аккумуляторная батарея типа NKS150 предназначена для электроснабжения потребителей при неработающей силовой установке с электрогенераторами (в том числе электростартёра двигателя). Она включает 80 элементов питания. Батарея установлена в подвагонном пространстве поезда. Батарея имеет номинальное напряжение 96 В и ёмкость 150 А•ч.

### Отопление и вентиляция
Отопление пассажирского салона автомотрисы АЧ2 осуществляется калориферным способом, воздухом, нагреваемым за счёт теплоты, выделяемой дизелем. Вентиляция осуществляется принудительным способом под давлением. Регулировка отопления и вентиляции может происходить как в автоматическом, так и в ручном режимах; в ручном режиме доступны три режима отопления и два режима вентиляции. Автоматический режим обеспечивает: регулировку отопления до температуры (14 ± 3) °C, переход с отопления на вентиляцию (в зависимости от наружной температуры), а также переход на режим интенсивной вентиляции (при достижении температуры +30 °C). Количество воздуха, подаваемого отопительным агрегатом, в режиме отопления или вентиляции составляет 2000 м3/ч, в режиме интенсивной вентиляции этот показатель удваивается.
Отопление и вентиляция кабин машиниста осуществляется теми же способами, что и для салона. Однако регулировка отопления в данном случае автоматическая, а вентиляции — ручная. Минимальное количество воздуха, подаваемого отопительным агрегатом, составляет 90 м3/ч.
Прицепные вагоны АПЧ2 отапливаются электрическими калориферами, получающими напряжение 380 В через межвагонные соединения от вышеупомянутого генератора в вагоне АЧ2.

### Пневматическое и тормозное оборудование

#### Пневматическое оборудование
Для обеспечения воздухом напорной и тормозной магистралей используется поршневой двухступенчатый воздушный компрессор 3DSK-100 чехословацкого производства производительностью 1,5 м3/мин (94 м3/ч ± 7 % при скорости вращения 1370 об/мин). Компрессор обеспечивает на выходе давление 1 МПа. Имеет три цилиндра; диаметр цилиндра первой ступени 100 мм, второй ступени 75 мм. Ход поршня составляет 90 мм. Масса компрессора 153 кг. Охлаждение компрессора воздушное принудительное, смазка производится под давлением.
Компрессор расположен в машинном отделении автомотрисы и приводится в действие от гидропередачи через клиновидные ремни. Воздух в компрессор подаётся из глушителя всасывания в цилиндры первой ступени, далее в промежуточный охладитель. Затем охлаждённый воздух поступает в цилиндр второй ступени, где его давление повышается до величины 9 бар. Далее сжатый воздух поступает в маслоотделитель, который частично удаляет из него смесь конденсата с маслом. После этого воздух поступает в регулятор давления (нижняя граница которого устанавливается на отметке 7,5 бар с интервалом 1,5 бар) и электропневматический вентиль. При достижении величины давления 9,0-0,2 бар регулятор давления компрессора выпускает сжатый воздух в атмосферу; при этом выключатель выпускает и образовавшийся конденсат. При падении давления до нижней границы воздух пропускается в главные резервуары. Электропневматическое управление регулятором давления обеспечивает взаимодействие компрессоров двух АЧ2 при работе по системе многих единиц. При наполнении главных резервуаров происходит расширение поступающего воздуха с одновременным освобождением конденсата из главных резервуаров через выпускные клапаны с пневматическим управлением. Перед входом в главные резервуары установлен перепускной клапан, установленный на давление 5 бар. К трубопроводу перед перепускным клапаном присоединён трубопровод клапанного затвора всасывания воздуха дизельного двигателя (автомата предельных оборотов коленвала дизеля). Трубопровод к главным резервуарам, главные резервуары и промежуточный охладитель защищены от избыточного давления предохранительными клапанами. Они установлены на величину давления, превышающую на 0,5 бар величину максимального рабочего давления. Между главными резервуарами и питающим трубопроводом установлен разобщительный кран, закрываемый в том случае, когда моторный вагон (АЧ2) движется в составе в качестве прицепного. В этом случае главные резервуары наполняются воздухом, и тем самым ускоряется наполнение пневматической системы всего состава. К питающему трубопроводу присоединён кран прямодействующего тормоза, цепь вспомогательных пневматических приборов, токоснимателя, гудка и свистка, вентили автостопа и запасный резервуар ёмкостью 200 л. Питающий трубопровод в торцах вагона разветвляется и заканчивается концевым краном с концевыми рукавами.

#### Тормозное оборудование
Автомотриса АЧ2 имеет тормоза четырёх видов: непрерывные автоматические (пневматический и электропневматический) тормоза, добавочный (вспомогательный) автоматический тормоз прямого действия и ручной (стояночный) механический тормоз. Электропневматический тормоз является основным, а пневматический — резервным (он срабатывает автоматически при неисправности электропневматического тормоза). Прицепные вагоны АПЧ2 имеют пневматический и электропневматический тормоз. Для управления пневматическим и электропневматическим тормозом используются краны машиниста усл. № 395.005, электровоздухораспределители усл. № 305.001, воздухораспределители усл. № 292.001 и краны вспомогательного тормоза усл. № 254. Ручной тормоз используется для закрепления автомотрисы на стоянке и задействуется штурвальной рукояткой в левой части кабины машиниста. Ручной тормоз из каждой кабины затормаживает всегда одно колесо внешней колёсной пары в ближайшей тележке автомотрисы. Пневматический и электропневматический тормоза понижают давление в тормозной магистрали поезда, что приводит к прижатию тормозных колодок к колёсам вагонов.
На каждой тележке АЧ2 расположено по четыре тормозных цилиндра, по одному на каждое колесо, или по два на одну ось. Усилие от цилиндра передаётся через рычажную передачу на колодку, которая прижимается к соответствующему колесу.

### Интерьер
В моторных вагонах АЧ2 имеются две кабины машиниста. За первой кабиной располагается машинное отделение. Далее следует пассажирская зона, состоящая из двух небольших салонов на четыре окна и пассажирского тамбура между ними. За задним салоном расположен узкий служебный тамбур и вторая кабина машиниста. Прицепные вагоны АПЧ2 целиком отведены под пассажирскую зону с большим салоном и двумя тамбурами по краям вагона с межвагонными переходами.

#### Пассажирский салон
Пассажирский салон автомотрисы АЧ2 занимает чуть больше половины её внутреннего пространства и разделён входным тамбуром посередине на две части, имеющие по четыре окна. Передний салон отделён перегородкой с дверью от машинного отделения, а задний — от служебного тамбура второй кабины машиниста. Длина переднего салона составляет 6400 мм, заднего — 5650 мм, пассажирского тамбура между ними — 1370 мм. В прицепных вагонах АПЧ2 салон имеет 13 окон и расположен между двумя тамбурами.

Салон АПЧ2 первого выпуска с мягкими сиденьями

Салоны имеют пригородную компоновку с центральным проходом, смещённым вбок относительно геометрического центра и сиденьями по бокам от него. Сиденья представляют собой диваны, установленные друг за другом перпендикулярно боковым стенам по бокам от центрального прохода с посадкой пассажиров вдоль направления движения друг напротив друга. У первых двух автомотрис диваны имели мягкую рельефную обивку красно-коричневого цвета, у серийных они имеют полужёсткую плоскую обивку коричневого цвета. Большинство диванов — двухместные и трёхместные и расположены по схеме 2+3 (двухместные — слева, трёхместные — справа), в торцевых частях салонов для расширения прохода устанавливаются одноместные диваны со стальными поручнями, ограждающими их от прохода. Спинки диванов расположены в пространстве между окнами и возле торцевых перегородок по краям салона и имеют ручки около прохода. В общей сложности салон серийной автомотрисы АЧ2 имеет 67 сидячих мест, из которых 38 расположено в переднем салоне и 29 в заднем, а салон прицепного вагона АПЧ2 — 123 места. В опытном исполнении АЧ2 имела 70 сидячих мест (38 в переднем салоне и 32 в заднем).
Внутренняя облицовка боковых стенок выполнялась из цветного слоистого пластика. Пол образован крупноразмерными панелями из огнеупорной фанеры, которые выходят вдоль боковых стенок пассажирского купе за высокую кромку полиэфирного слоистого пластика. Потолок в пассажирском салоне составлен из панелей, изготовленных из древесноволокнистых плит, обклеенных со внутренней стороны декоративной плитой ECRONA S. Потолки в тамбурах двухслойные, с ядром из пенопласта, обклеенного с двух сторон теми же плитами ECRONA S, которыми также (с двух сторон) обклеены перегородки, изготовленные из реек. В боковых стенах имеются окна с двойным остеклением с отодвигающейся вниз верхней половиной для открытия форточки. В узких подоконниках имеются вентиляционные решётки системы отопления салона, подогревающими салон в холодное время года тёплым воздухом, нагревающимся от системы охлаждения дизеля в моторных либо от электрических нагревателей в прицепных вагонах. Изначально на окнах имелись солнцезащитные шторки. Над окнами вдоль салона к стенам крепятся металлические багажные полки. Пол в первых вагонах имел чёрный цвет, у серийных вагонов он стал серым.
Потолок вагонов в средней части имеет выпуклое занижение, собранное из панелей молочно-белого цвета. Панели снабжены небольшими вентиляционными отверстиями по всей площади средней части потолка. Система потолочной вентиляции — принудительная. По бокам средней части потолка в неё встроены прямоугольные светильники с лампами жёлтого цвета, образующие две световые линии вдоль салона с небольшими разделителями.

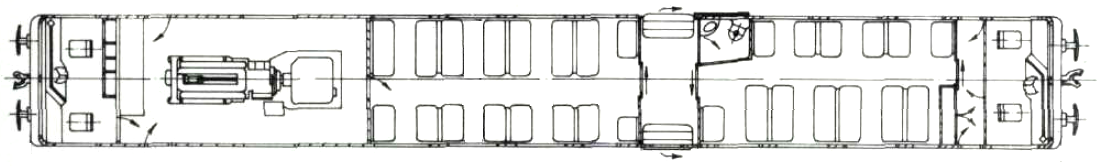
Схема салона опытной автомотрисы АЧ2 (70 мест для сидения)

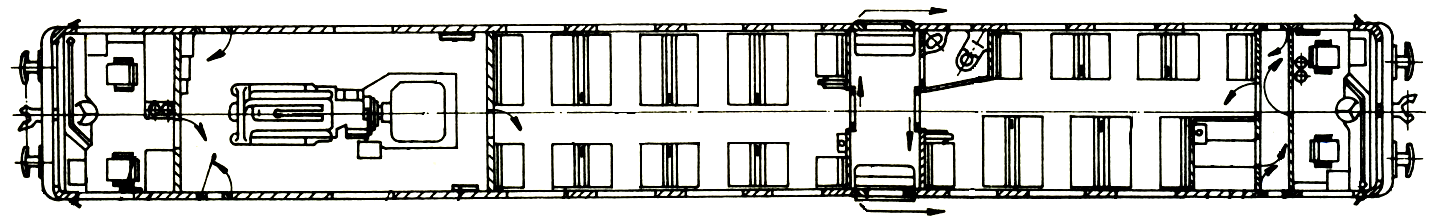
Схема салона серийной автомотрисы АЧ2 (67 мест для сидения)

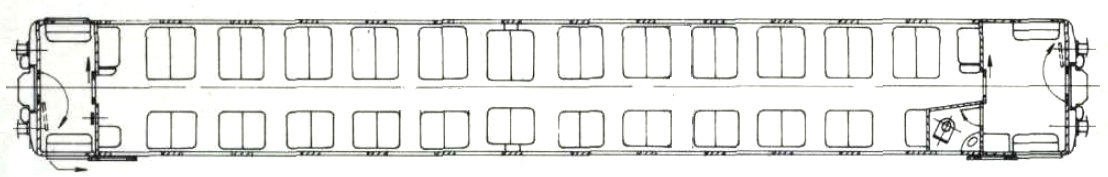
Схема салона прицепного вагона АПЧ2 (123 места для сидения)

Тамбуры отделены от салона перегородками с одностворчатыми сдвижными дверями, отодвигаемыми вручную. Тамбурные двери имеют встроенное стекло по большей части высоты створки. По бокам тамбуров перед дверными проёмами имеются три ступеньки для выхода на низкие платформы, при необходимости выхода на высокие платформы ступеньки закрываются фартуками. Тамбуры промежуточных вагонов имеют также двери межвагонных переходов, створки которых имеют стёкла в верхней части и открываются поворотом внутрь вагона. У промежуточного вагона АПЧ2 один из тамбуров имеет увеличенную ширину.
В каждом вагоне имеется по одному туалетному блоку, занимающему часть пространства салона. Вход в туалет осуществляется из тамбура. В головном вагоне туалет расположен с правой стороны в передней части заднего салона, в промежуточном — в передней части с правой стороны основного салона, если считать передом вагона сторону с широким тамбуром. Окна в туалетах узкие и снабжены форточками.

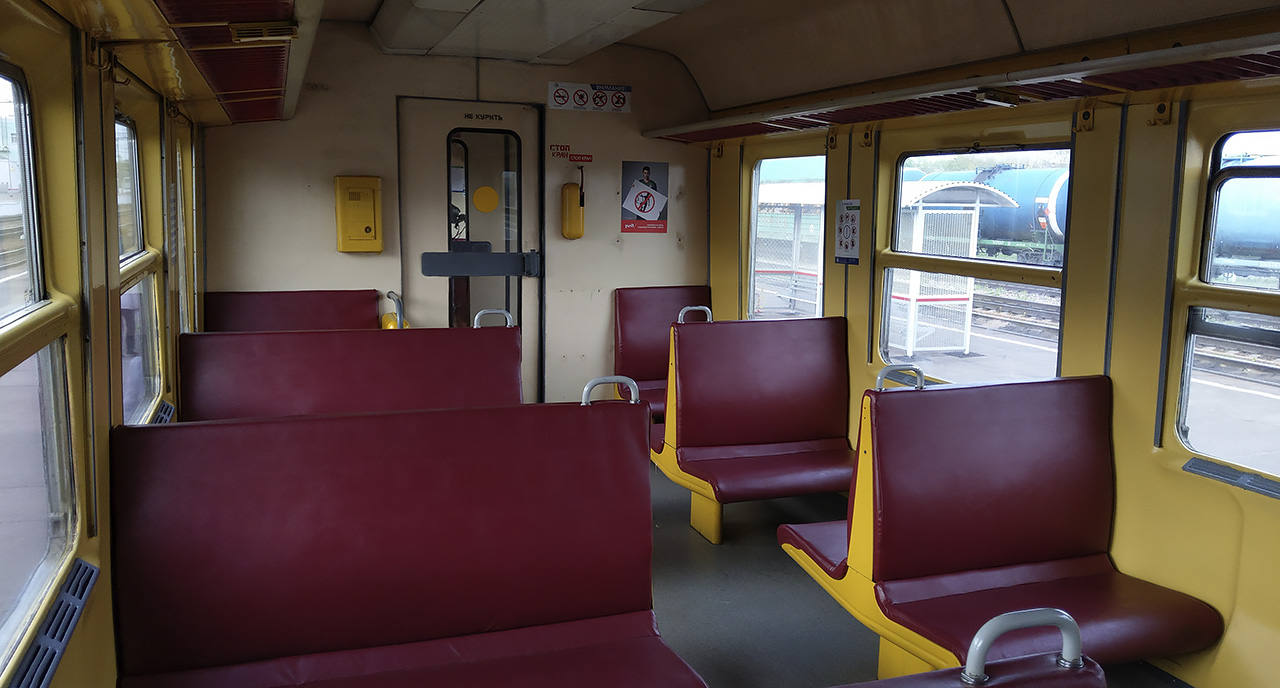
Пассажирский салон вагона АЧ2, вид в сторону тамбура
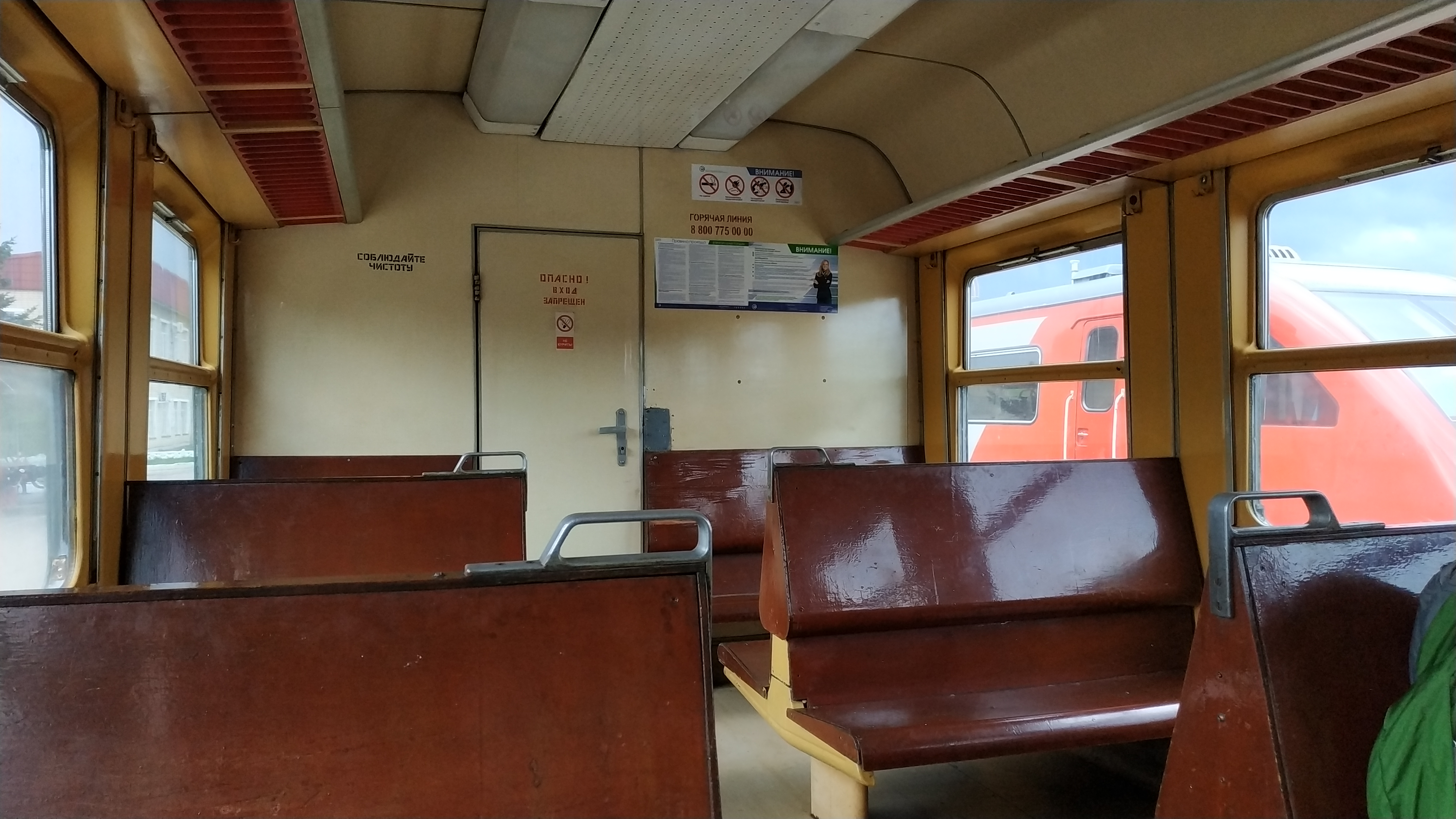
Пассажирский салон вагона АЧ2 с жёсткими сиденьями без обивки, вид в сторону машинного отделения
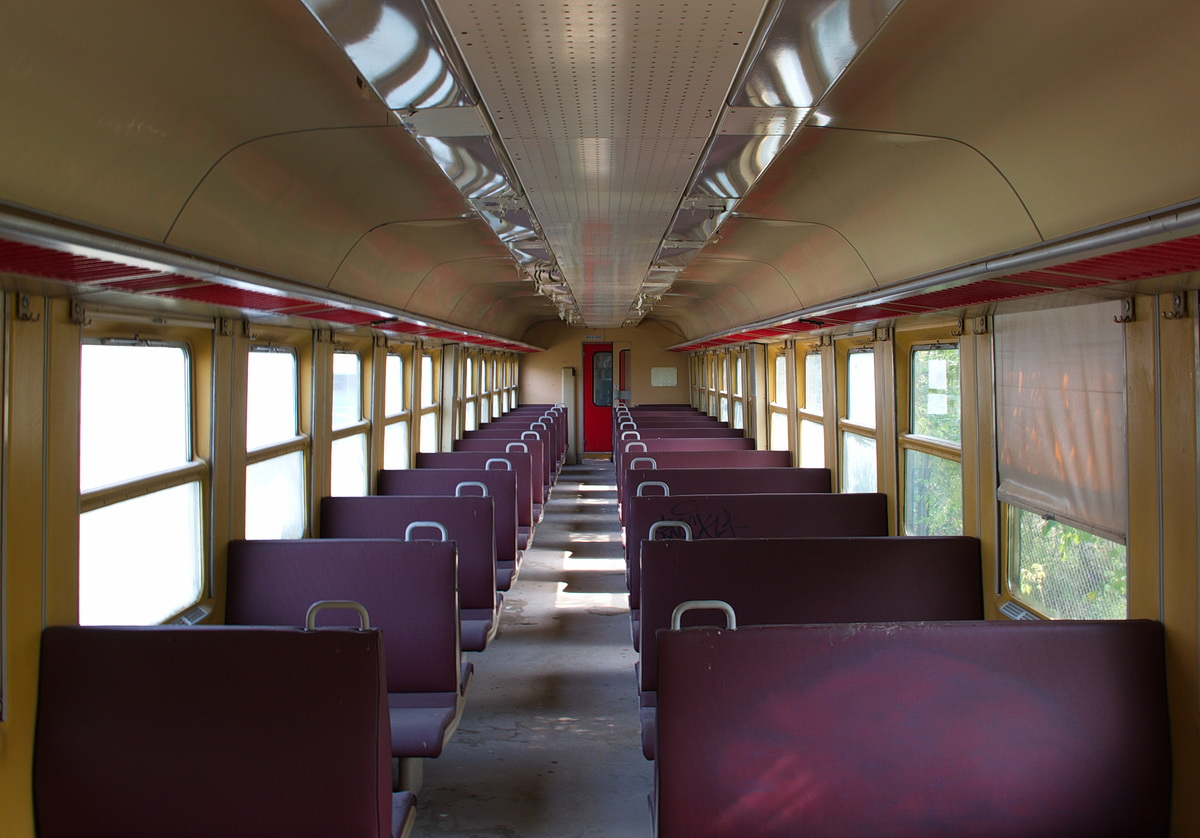
Пассажирский салон вагона АПЧ2
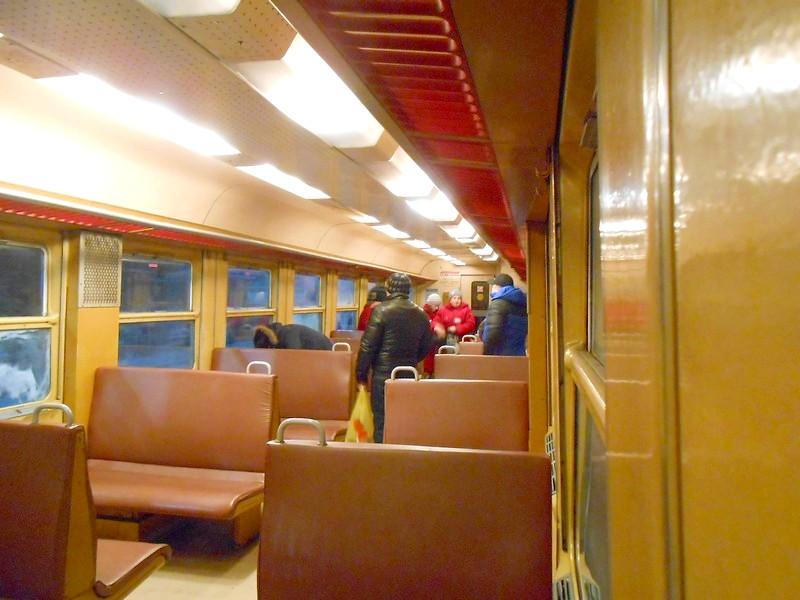
Пассажирский салон вагона АПЧ2 со включённым освещением

##### Служебные модернизации салона
В служебных автомотрисах АЧ2, используемых для инспекционных поездок, пространство салона подверглось значительной модернизации. В каждом отдельном случае модернизация осуществлялась по индивидуальному проекту. В салонах, как правило, ликвидировались либо заменялись пассажирские сиденья и багажные полки, заменялась облицовка стен. У части служебных автомотрис частично или полностью были ликвидированы перегородки между задним салоном, служебным тамбуром и кабиной машиниста, при этом двери нередко демонтировались, в результате чего кабина стала образовывать с салоном единое пространство. В некоторых служебных вагонах большой салон со стороны машинного отделения разделялся на две части новой перегородкой, и в одной из частей оборудовался кухонный блок или салон начальника инспекции и. В новых салонах могли устанавливаться как жёстко закреплённые мягкие сиденья со столиками, так и не закрепляемая к полу мебель, такая как стулья, столы, кресла и диваны. и/или установлены новые сиденья со столиками (например, в АЧ2-087). Окна могли оснащаться шторами и жалюзи, а в салонах устанавливаться бытовые приборы (телевизоры, холодильники, микроволновые печи).
Одним из наиболее радикальных изменений подвергся салон автомотрисы АЧ2-012, в котором была обновлена не только отделка сиденья, но и врезан каркас боковых стен, аналогичный салону электропоездов «Ласточка» и установлены окна увеличенной высоты. Первые два окна позади машинного отделения занимает купе-салон начальника инспекции, стены и двери которого имеют отделку под красное дерево; справа спереди в этом салоне оборудован новый туалет и возле второго окна размещён диван для отдыха, а слева — барная стойка возле первого окна и стол с несколькими стульями для возле второго. Далее за перегородкой находится обычный сидячий салон на два окна с 12 креслами, расположенными в три ряда по схеме 2+2. Между сиденьями ближе к купе-салону размещены деревянные столики и сиденья обращены лицом друг к другу, а последний ряд обращён в сторону тамбура (сиденья возле тамбурной перегородки отсутствуют), также возле тамбура имеется холодильник. В задней части автомотрисы расположен сидячий салон с 13 аналогичными креслами на три окна: с левой стороны относительно установлено пять рядов по два кресла (из них четыре ряда обращены назад ко второй кабине и пятый вперёд), а с правой стороны за туалетом — три одиночных кресла, обращённых назад. Кресла в салонах с обивкой синего цвета и столики, отделка стен и потолка в пассажирских салонах аналогичны применяемым в «Ласточках». Каждый из трёх салонов оснащён шторами, телевизором и кондиционером. Вторая кабина объединена с тамбуром, как и у многих других служебных АЧ2.

#### Машинное отделение
Машинное отделение расположено за передней кабиной автомотрисы перед салоном и имеет длину 5800 мм. По бокам машинного отделения впереди симметрично расположены боковые входные двери для локомотивной бригады, за ними — по одному окну. В центре машинного отделения расположена силовая установка, по бокам от которой расположены проходы. Силовая установка состоит из дизельного двигателя в передней части и гидродинамической коробки передач с генераторами в задней (на дизель-поездах серии ДР1 она развёрнута в противоположную сторону). В машинном отделении также расположены масляный бак справа от дизеля, система охлаждения над дизелем, пульты запуска дизеля и прочая вспомогательная аппаратура. Внутренняя облицовка боковых стенок и перегородок машинного отделения выполнялась из алюминиевых листов толщиной 1,6 мм; для облицовки его потолка применялись металлические перфорированные пластины толщиной 0,8 мм.

#### Кабина машиниста

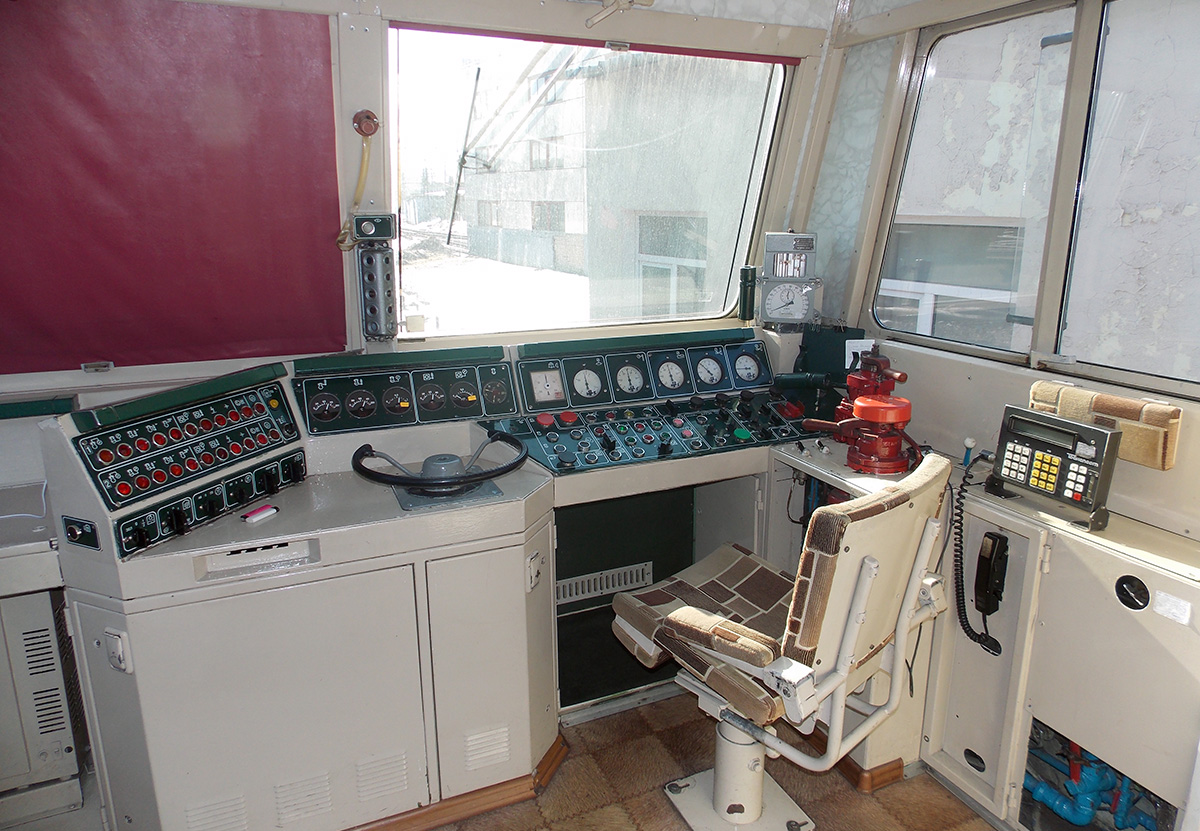
Кабина АЧ2-087. Интерьер (общий вид)

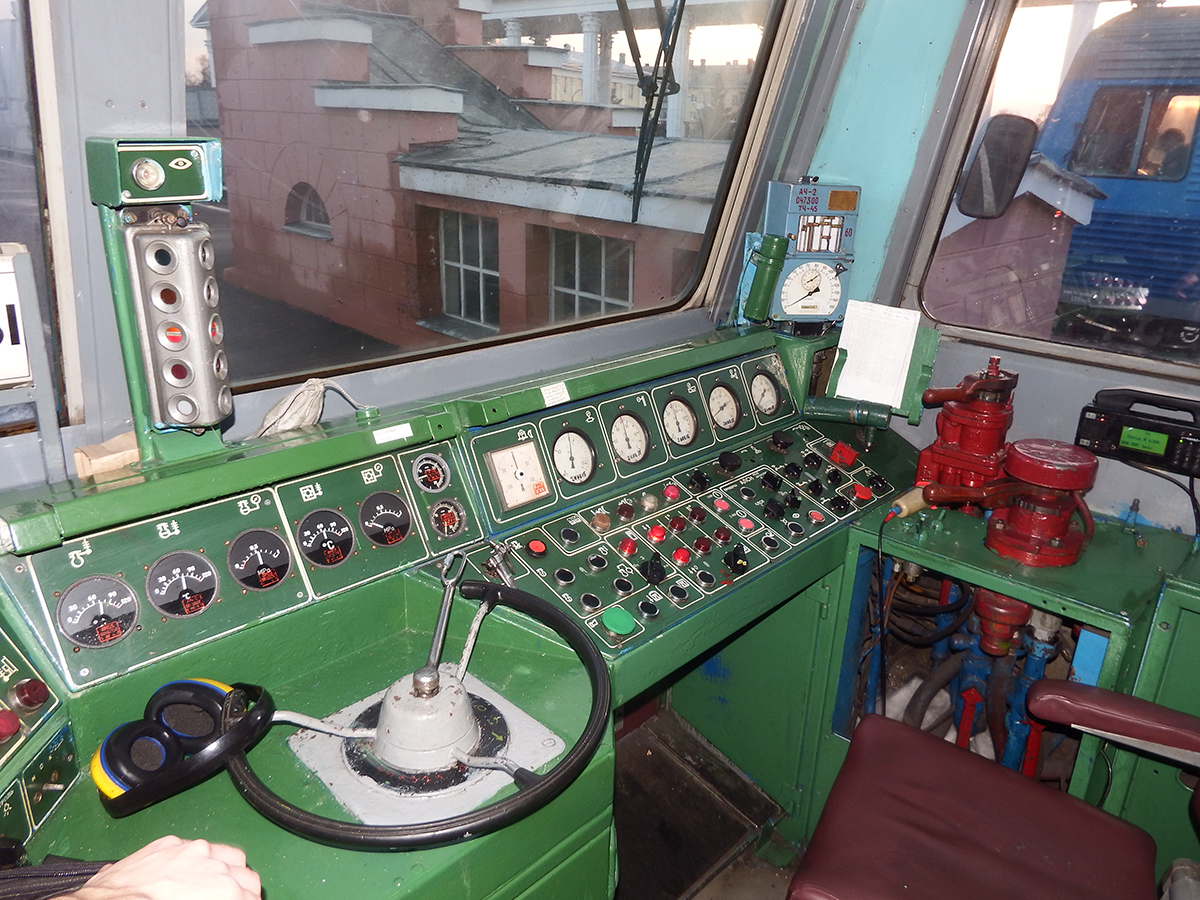
Пульт управления в кабине АЧ2-055

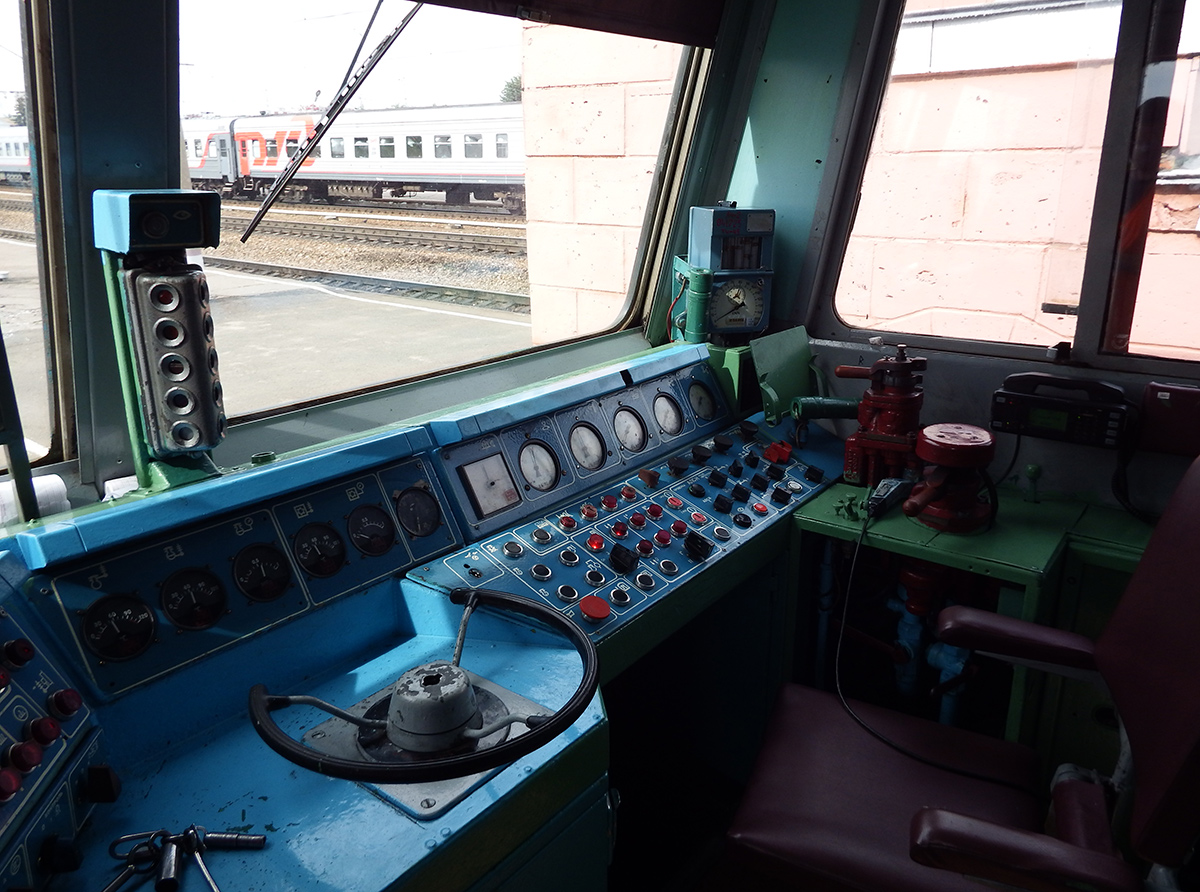
Пульт управления в кабине АЧ2-089

Кабины машиниста расположены в головных частях автомотрисы АЧ2. Вход в переднюю кабину осуществляется через машинное отделение, в заднюю — через служебный тамбур. Кабина со стороны машинного отделения с учётом пространства, занимаемого пультом управления, имеет полную длину 2150 мм, противоположная кабина — 1850 мм, служебный тамбур второй кабины — 650 мм.
Кабины рассчитаны на управление поездом бригадой в составе двух лиц — машиниста и помощника. Рабочее место машиниста расположено с правой стороны, помощника — с левой. Кресла машиниста и помощника кожаные, имеют подлокотники и наклонную спинку. Каждая кабина имеет два лобовых стекла и по одному боковому с каждой стороны, оборудованному форточкой. Спереди перед рабочим местом машиниста установлен пульт управления, который у первых двух автомотрис имел серебристый цвет с чёрными панелями; у большинства серийных автомотрис он имеет зелёный или синий цвет. В задней части кабины в перегородке между ней и машинным отделением либо служебным тамбуром установлены шкафы с электроаппаратурой. В центральной части перегородки находится переходная дверь в машинное отделение либо служебный тамбур. Слева от места помощника машиниста на боковой стене размещена штурвальная рукоятка стояночного тормоза.
Пульт управления представляет собой столешницу, состоящую из нескольких основных частей. Слева от машиниста расположена стойка контроллера, на которой установлена рукоятка контроллера штурвального типа с гнездом для реверсивной рукоятки посередине, используемой в роли ключа. Основная часть пульта расположена перед машинистом и состоит из двух наклонных плоскостей: широкая часть непосредственно перед машинистом служит для управления системами поезда и снабжена различными переключателями; более узкая, расположенная под бо́льшим наклоном, имеет стрелочные приборы для мониторинга состояния дизеля и гидропередачи двух моторных вагонов, электрических цепей и пневматической системы. Слева под углом к основной части пульта установлена наклонная панель с цветными сигнальными лампами, показывающими состояние систем поезда, включая системы второго моторного вагона при эксплуатации в составе с другой автомотрисой. С правой стороны от машиниста расположен столик с двумя пневматическими тормозными кранами усл. № 395 и усл. № 254, а также поездной радиостанцией. В правом переднем углу установлен локомотивный скоростемер, а по центру между лобовыми стёклами — светофор локомотивной сигнализации.
Потолок в кабине машиниста выполнен аналогично описанным выше потолкам тамбуров (с плитами ECRONA S).

##### Управление тягой поезда
Контроллер машиниста управляет подачей топлива в дизельный двигатель и гидропередачей. В специальное гнездо по центру главной рукоятки контроллера вставляется реверсивная рукоятка, отвечающая за смену направления движения и имеющая три положения (вперёд, нейтраль, назад). Переключение реверса осуществляется электропневматическим методом (управление электрическими сигналами; переключение в механизме гидропередачи — под давлением воздуха). Во избежание повреждения гидропередачи при случайном переключении реверсивная рукоятка блокируется предохранителем.
Смена направления движения осуществляется за счёт переключения реверсивной рукоятки при одновременном нажатии кнопки разблокировки реверса при условии, что в пневматической системе давление воздуха составляет 5,5 кгс/см² (для создания усилия, переключающего реверс), на панели распределителя включён главный выключатель гидродинамической коробки передач, а главная рукоятка контроллера машиниста находится на нулевой позиции, соответствующей холостому ходу. Если механизм реверса гидропередачи не перевёлся, то есть подвижная муфта не вошла в отверстие зубчатого колеса, то выполняется кратковременный доворот гидропередачи дизелем, для чего главная рукоятка контроллера переключается в первое положение при установленной в нужном направлении реверсивной рукоятке и нажатой кнопке разблокировки гидропередачи. В случае невозможности реверсирования гидропередачи от контроллера машиниста данную операцию можно выполнить ручным нажатием на клапаны вентилей реверса при выключенном дизеле.
Контроллер имеет девять позиций — нейтральную, две служебных и шесть тяговых:
- На нулевой позиции дизель работает в режиме холостого хода[28][34].
- На первой позиции включается первый гидротрансформатор и осуществляется доворот гидропередачи для переключения реверса в случае, если реверс не удалось переключить сжатым воздухом[28][34].
- На второй позиции дизель увеличивает обороты холостого хода и при включённом тумблере электроотопления приводится во вращение генератор отопления на 380 В (мощности дизеля на обычном холостом ходу для отопления не хватает[28]). При движении поезда на выбеге, если требуется отопление прицепных вагонов, контроллер переводится во вторую позицию, в иных случаях — в нулевую[34].
- С третьей позиции включается режим тяги, и дизель передаёт усилие через гидродинамическую передачу на колёсные пары, приводя поезд в движение[28]. Дальнейшие позиции по восьмую увеличивают мощность дизеля. При разгоне резкое переключение контроллера на высокие позиции нежелательно, поскольку это влечёт резкое увеличение числа оборотов, что может привести к боксованию колёсных пар. При этом переключение гидротрансформаторов осуществляется автоматически специальным управляющим блоком в зависимости от скорости движения и положения контроллера[34].

## Модернизации

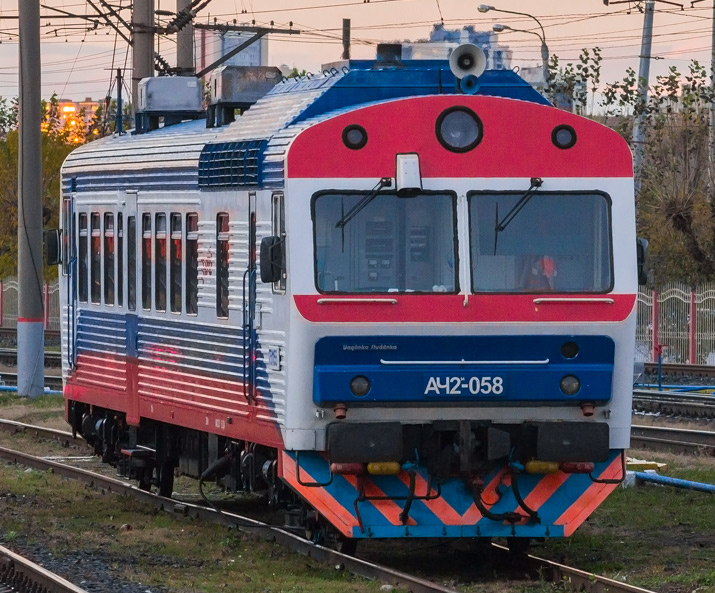
АЧ2^{М}−058 на станции Казань

В процессе эксплуатации одна из машин (АЧ2-058) получила обозначение АЧ2М−058. Предположительно автомотриса прошла модернизацию и/или КВР (КРП) на Московском ЛРЗ. Некоторые из машин в процессе эксплуатации были перенумерованы при передаче между депо, заменяя автомотрисы, пострадавшие в результате аварий.

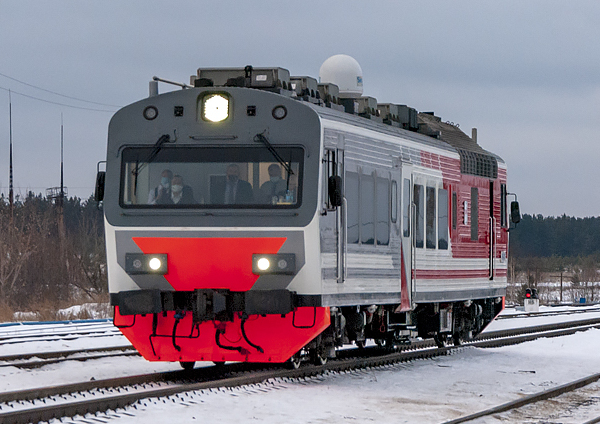
АЧ2−012 после модернизации

Ещё более глубокой модернизации подверглась автомотриса АЧ2-012, обозначение которой при этом не поменялось. Модернизация была проведена на Уральском заводе железнодорожного машиностроения (УЗЖМ) совместно с Уральским заводом модульных конструкций (УЗМК) в 2014-2015 годах. У автомотрисы был вырезан старый каркас вагона и на его месте врезан салон, унифицированный по конструкции с салоном электропоездов «Ласточка», производимых УЗЖМ. В салоне была применена отделка стен и потолка и установлены кресла, аналогичные салону «Ласточек», кроме салона начальника инспекции с собственной индивидуальной деревянной отделкой и новым туалетом. В боковых стенах были расширены оконные проёмы и установлены стеклопакеты увеличенной высоты без форточек, аналогичные применяемым на «Ласточках», и окна салона стали располагаться ниже, налезая на две гофры под оригинальными оконными проёмами, а также маленькие окна со скруглёнными углами для туалетных помещений, сходные с боковыми окнами кабины машиниста «Ласточки». По левому борту, автомотрисы было установлено четыре больших окна в первом и три во втором салоне, примыкающие вплотную к входной двери, а по правому — одно маленькое и три широких со стороны машинного отделения вместо четырёх больших и ещё одно маленькое и три больших с противоположной стороны, появление второго малого окна со стороны машинного отделения обусловлено оснащением автомотрисы дополнительным туалетом. У машинного отделения и створок пассажирских дверей высота и размеры окон не изменились, но были обновлены стёкла. На лобовой части кабины были установлены новые лобовые стёкла и светодиодные буферные фонари и прожектора, аналогичные применяемым на электровозах 2ЭС6, а передняя лицевая выступающая панель с розетками СМЕ была ликвидирована. На крыше установлены кондиционеры и спутниковые антенны телевидения и радиосвязи. Также была установлена новая система отопления с котлом вместо нефтяного нагревателя, а также статический преобразователь 220 В. Дизельный двигатель и гидропередача, контроллер управления, система автотормозов и пневматическая система, основные электрические схемы, холодильник дизеля и воздушное отопление остались без изменений.

## Эксплуатация

### Распространение
В 1984—1985 годах первые две автомотрисы АЧ2 с прицепными вагонами АПЧ2 испытывались на экспериментальном кольце ВНИИЖТ рядом с подмосковной Щербинкой. Затем составы поступили для эксплуатации в локомотивное депо Тернополь Львовской железной дороги (Украина). В 1986 году автомотриса АЧ2-002 без прицепных вагонов на некоторое время вернулась в Щербинку для участия в международной выставке «Железнодорожный транспорт — 86» и демонстрировалась на территории депо экспериментального кольца. Опытные автомотрисы находились в работе весьма непродолжительное время и уже в начале 1990-х годов были отстранены от эксплуатации. Затем автомотрисы и часть прицепных вагонов были переданы в ПМС Дебальцево Донецкой железной дороги для использования в качестве бытовок; в середине 1990-х годов все вагоны были порезаны и до настоящего времени не сохранились.
Серийные составы поступали на некоторые железные дороги европейской части СССР. Автомотрисы 1988 года выпуска совместно с прицепными вагонами поступали на Горьковскую (депо Канаш), Северо-Кавказскую (депо Минеральные Воды, Батайск), Октябрьскую (депо Волховстрой) и Приволжскую (депо Волгоград-Пассажирский) железные дороги. Поезда 1989 и 1990 года выпуска, начиная с 041, в подавляющем большинстве направлялись в юго-западный регион Московской железной дороги в депо Брянск I, Калуга и Фаянсовая, за исключением семи секций с номерами 052—054, 056, 058, 063 и 082, которые поступили в депо Канаш Горьковской дороги. Впоследствии часть автомотрис, эксплуатирующихся на МЖД, были переданы в депо Смоленск I.
В России автомотрисы работали в пригородном пассажирском сообщении на Московской, Горьковской и Северо-Кавказской дорогах:
- на Московской дороге автомотрисы обслуживали пригороды Брянска, Калуги, Смоленска, Курска и Орла; как правило, в составе по два, три, четыре, пять или шесть вагонов (два из которых — головные моторные)[6]. Иногда при малых пассажиропотоках автомотрисы ходили совместно с вагонами АПЧ2, но перевозка пассажиров осуществлялась только в прицепных вагонах АПЧ2[44];
- на Северо-Кавказской железной дороге автомотрисы обслуживали пригороды Ростова и Краснодара[6];
- на Горьковской железной дороге АЧ2 обслуживали линию Чебоксары — Канаш в одиночку или в составе с одним или двумя вагонами (АЧ2+АПЧ2 и АЧ2+АПЧ2+АЧ2)[6].

Почти сразу после начала эксплуатации две автомотрисы были переданы из РСФСР (ныне Россия) в Армянскую и Украинскую ССР (позже Армения и Украина соответственно). Автомотриса АЧ2-027 приписки СКЖД в декабре 1988 года вместе с комиссией МПС была отправлена в Армению после землетрясения в Спитаке, по окончании работы комиссии локомотивные бригады были отправлены назад, а автомотриса АЧ2-027 так и осталась в Армении, где продолжала использоваться как служебная. Прицепные вагоны автомотрисы были переданы на экспериментальное кольцо ВНИИЖТ. Автомотриса АЧ2-082 через полгода после поступления в депо Канаш в конце 1989 года была передана в депо Тында Дальневосточной железной дороги, а затем в марте 1990 года — в депо Октябрь Южной железной дороги (Украинская ССР); впоследствии автомотриса осталась на Украине, сменяя только депо приписки (сначала — Полтава, затем — Харьков-Главное), где используется в качестве служебной.

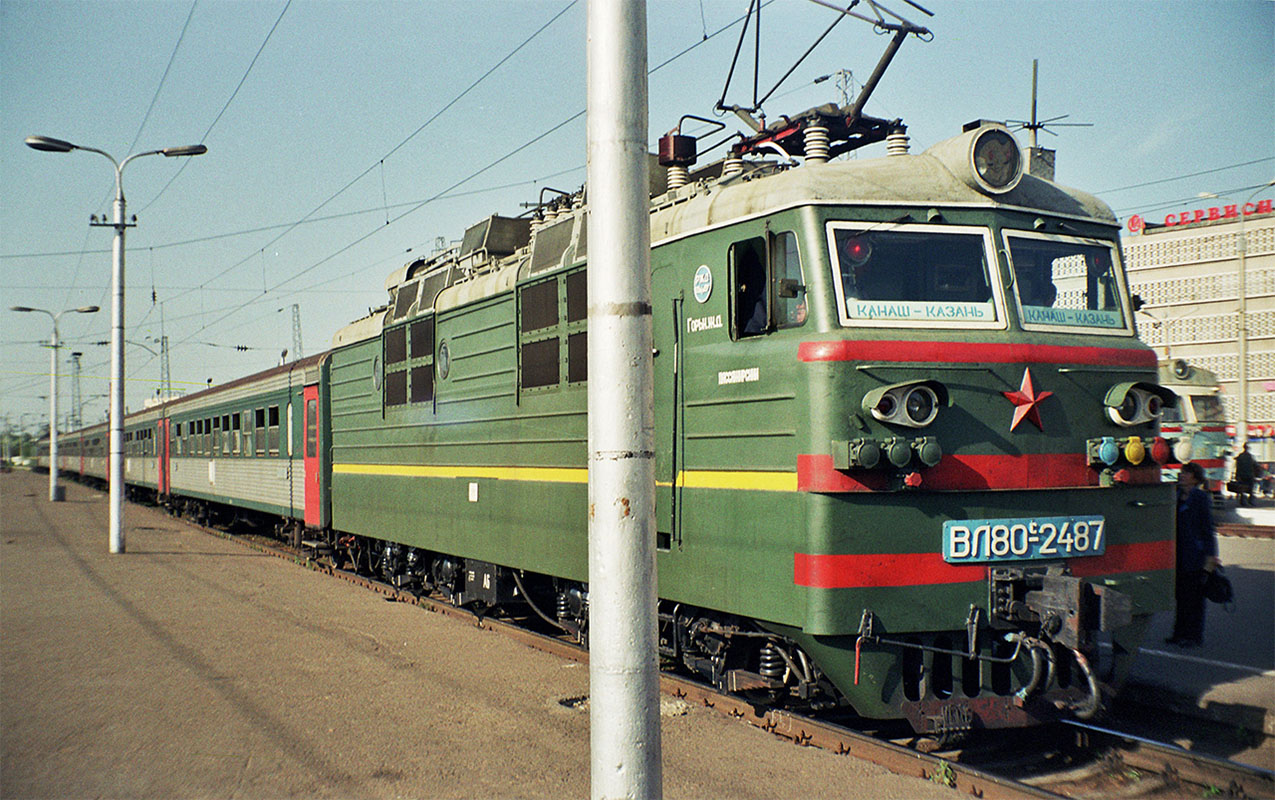
Электропоезд типа из секций электровоза ВЛ80^{С}-2487 и вагонов АПЧ2 между ними на станции Казань

В дальнейшем автомотрисы, оставшиеся в России, нередко передавались между различными депо в пределах дороги. Несмотря на то, что изначально автомотрисы АЧ2 закупались для пассажирской эксплуатации с расчётом на использование в составах с АПЧ2, в период 2000-х годов многие из автомотрис АЧ2, эксплуатировавшиеся на Московской, Горьковской и Северо-Кавказской железных дорогах, были выведены из пассажирской эксплуатации и переданы в различные депо и путевые машинные станции множества других железных дорог России, и стали использоваться как служебные для перевозки начальников дорог или путейцев, расставшись при этом со своими прицепными вагонами, которые зачастую были отставлены от работы. Некоторые вагоны АПЧ2 эксплуатировались без АЧ2 в поездах с локомотивами. К примеру, на Северо-Кавказской железной дороге использовались локомотивы серий ЧМЭ3 и ЧС4Т. На некоторых дорогах вагоны иногда вцеплялись между секциями электровоза, в результате чего формировался электропоезд локомотивной тяги.
Значительная часть вагонов АПЧ2 была списана и утилизирована ещё в период 2000-х и 2010-х годов, отчасти по причине их невостребованности после расформирования с автомотрисами и определения последних для работы в служебных целях, а также снижения числа пассажирских рейсов. Прицепные вагоны сохранялись в основном только на Московской железной дороге и в небольших количествах на Горьковской железной дороге.
В 2019 году началось массовое списание АЧ2 вместе с вагонами АПЧ2 в депо Брянск и Смоленск в связи с окончанием назначенного срока их службы для пассажирских перевозок. Из 122 выпущенных автомотрис на первый квартал 2020 года было списано около 40 % (как минимум 49 машин), около 30 % продолжали эксплуатироваться (остальные были временно или окончательно выведены из эксплуатации) Процесс списания АЧ2 продолжался до середины 2020 года по мере поступления им на смену новых дизель-поездов РА3. В середине 2020 года доля списанных машин достигла 60 %. Около 25 % всё ещё оставались в эксплуатации, как правило, в качестве служебных. Самой ранней из находящихся в эксплуатации машин является АЧ2-004 приписки депо Минеральные Воды (ТЧЭ-21 Северо-Кавказской железной дороги).
- Трёхвагонный пригородный состав АЧ2+АПЧ2+АЧ2 на линии Ферзиково — Калуга I
- Служебная АЧ2-088, перегон Бирюлёво Пассажирская — Домодедово

С 2021 года автомотрисы используются только как персональные разъездные вагоны для руководящего состава: начальников дорог, их заместителей и начальников отделений железных дорог, иногда при этом они транспортируют пассажирские вагоны. За пределами России (в Армении и на Украине) имеются две вышеупомянутые автомотрисы: АЧ2-027 Армянской (Южно-Кавказской) железной дороги и АЧ2-082 Украинской железной дороги; обе автомотрисы числятся как служебные.

Данные по приписке автомотрис на это время приведены ниже в таблице.
| Дорога            | Депо                          | Эксплуатация          |
| Украина           | Украина                       | Украина               |
| ----------------- | ----------------------------- | --------------------- |
| Львовская         | ТЧ-5 Тернополь                | Завершена в 1990 году |
| Южная             | ТЧ-2 Харьков-Главное          | Не завершена          |
| Армения           |                               |                       |
| Южно-Кавказская   | ТЧ-1 Ереван                   | Приостановлена        |
| Россия            |                               |                       |
| Горьковская       | ТЧ-13 Йошкар-Ола              | Завершена в 1993 году |
| Горьковская       | ТЧ-12 Канаш                   | Завершена в 2009 году |
| Горьковская       | ТЧ-18 Канаш                   | Не завершена          |
| Горьковская       | ПЧМ Нижний Новгород           | Не завершена          |
| Дальневосточная   | ЭЧ-9 Февральск                | Не завершена          |
| Дальневосточная   | ТЧЭ-2 Хабаровск-II            | Не завершена          |
| Куйбышевская      | ТЧЭ-10 Самара                 | Завершена в 2004 году |
| Московская        | ТЧ-20 Апрелевка               | Завершена в 2015 году |
| Московская        | ТЧ-45 Брянск-I                | Не завершена          |
| Московская        | ТЧ-7 Горький-Московский       | Завершена             |
| Московская        | ТЧ-44 Калуга                  | Завершена в 2015 году |
| Московская        | ТЧЭ-2 Лихоборы-Окружные       | Не завершена          |
| Московская        | ТЧЭ-36 Новомосковск           | Не завершена          |
| Московская        | ТЧЭ-27 Орёл-Сортировочный     | Завершена             |
| Московская        | ТЧЭ-39 Рязань                 | Не завершена          |
| Московская        | ТЧ-43 Смоленск-I              | Не завершена          |
| Московская        | ТЧ-47 Фаянсовая               | Завершена в 2002 году |
| Октябрьская       | ТЧЭ-21 Волховстрой            | Завершена             |
| Октябрьская       | ТЧЭ-26 Кемь                   | Завершена в 2021 году |
| Октябрьская       | ПЧМ Нигозеро                  | Не завершена          |
| Октябрьская       | ТЧР-24 Петрозаводск           | Завершена в 2009 году |
| Октябрьская       | ПЧМ Санкт-Петербург           | Не завершена          |
| Приволжская       | ТЧ-8 Волгоград                | Не завершена          |
| Приволжская       | ТЧЭ-3 Волгоград-Пассажирский  | Не завершена          |
| Приволжская       | ТЧЭ-11 Саратов-Пассажирский   | Не завершена          |
| Свердловская      | ТЧЭ-7 Войновка                | Завершена в 2014 году |
| Свердловская      | ТЧ-11 Нижний Тагил            | Не завершена          |
| Свердловская      | ТЧЭ-6 Свердловск-Пассажирский | Завершена             |
| Северная          | ТЧЭ-1 Ярославль-Главный       | Не завершена          |
| Северо-Кавказская | ТЧЭ-6 Батайск                 | Не завершена          |
| Северо-Кавказская | ТЧ-29 Белореченская           | Завершена в 2015 году |
| Северо-Кавказская | ТЧ-25 Гудермес                | Не завершена          |
| Северо-Кавказская | ТЧ-21 Минеральные Воды        | Не завершена          |
| Северо-Кавказская | ТЧ-15 Новороссийск            | Завершена в 1996 году |
| Северо-Кавказская | ПЧМ-1 Новочеркасск            | Не завершена          |
| Северо-Кавказская | ТЧ-4 Ростов-Главный           | Завершена в 2007 году |
| Северо-Кавказская | ТЧЭ-16 Туапсе                 | Завершена в 2019 году |
| Юго-Восточная     | ТЧ-5 Отрожка                  | Завершена             |
| Южно-Уральская    | ТЧЭ-2 Челябинск               | Не завершена          |

### Оценка эксплуатации
Пассажиры оценили достоинства составов АЧ2/АПЧ2. Сюда можно отнести плавный разгон. По сравнению с устаревшими дизель-поездами Д1 новые вагоны имели более широкий вход в тамбур; увеличены багажные полки. Отмечен и комфортный туалет; по рассказам локомотивных бригад, вопреки ожиданиям, пассажиры относились к имуществу санузлов бережно. Схема расположения диванов обеспечивала широкий проход вдоль салона. Машинисты оценили условия в кабине (микроклимат, хороший обзор и оснащение).
Из недостатков отмечали проблемы с входными дверями (из-за увеличенной ширины пришлось столкнуться и с увеличенной массой); например, отмечены случаи выпадания дверей. А возможность эксплуатации одиночного двухкабинного вагона в обе стороны без разворота обернулась необходимостью нахождения отдельного моториста в хвостовой АЧ2 при работе по СМЕ.
Проблемы с эксплуатацией наблюдались в некоторых депо, однако главной причиной являлось неорганизованное обеспечение запчастями и неналаженный ремонтный процесс. Наиболее успешно в этой области работало депо Брянск I Московской железной дороги, в то время как на других дорогах имелось немало отставленных от эксплуатации вагонов.

### Транспортные происшествия
- В 1992 году произошло возгорание АЧ2-122 с последующим исключением из инвентаря[6].
- В январе 1993 года АЧ2-113 повреждена при проведении манёвров с последующим исключением из инвентаря[6].
- В 1994 АЧ2-021 исключена из инвентаря после возгорания[6].
- В 1994 году произошло возгорание АЧ2-024 с последующим исключением из инвентаря[6].
- 22 августа 1996 года на перегоне Фаянсовая — Пробуждение (в районе 117 километра) произошло возгорание АЧ2-077 с последующим исключением из инвентаря[6].
- В 2000 году АЧ2-003 подорвалась на фугасе в период чеченской войны с последующим исключением из инвентаря[6][4].
- 17 января 2007 года произошло возгорание АЧ2-083 с последующим исключением из инвентаря[6].
- В 2011 году на станции Унеча произошло возгорание АЧ2-071 с последующим исключением из инвентаря[6].
- 1 сентября 2020 года на перегоне Титаровка — Витаминный произошло возгорание АЧ2-039, после чего автомотриса была переведена в резерв[6].

## Сохранённые автомотрисы

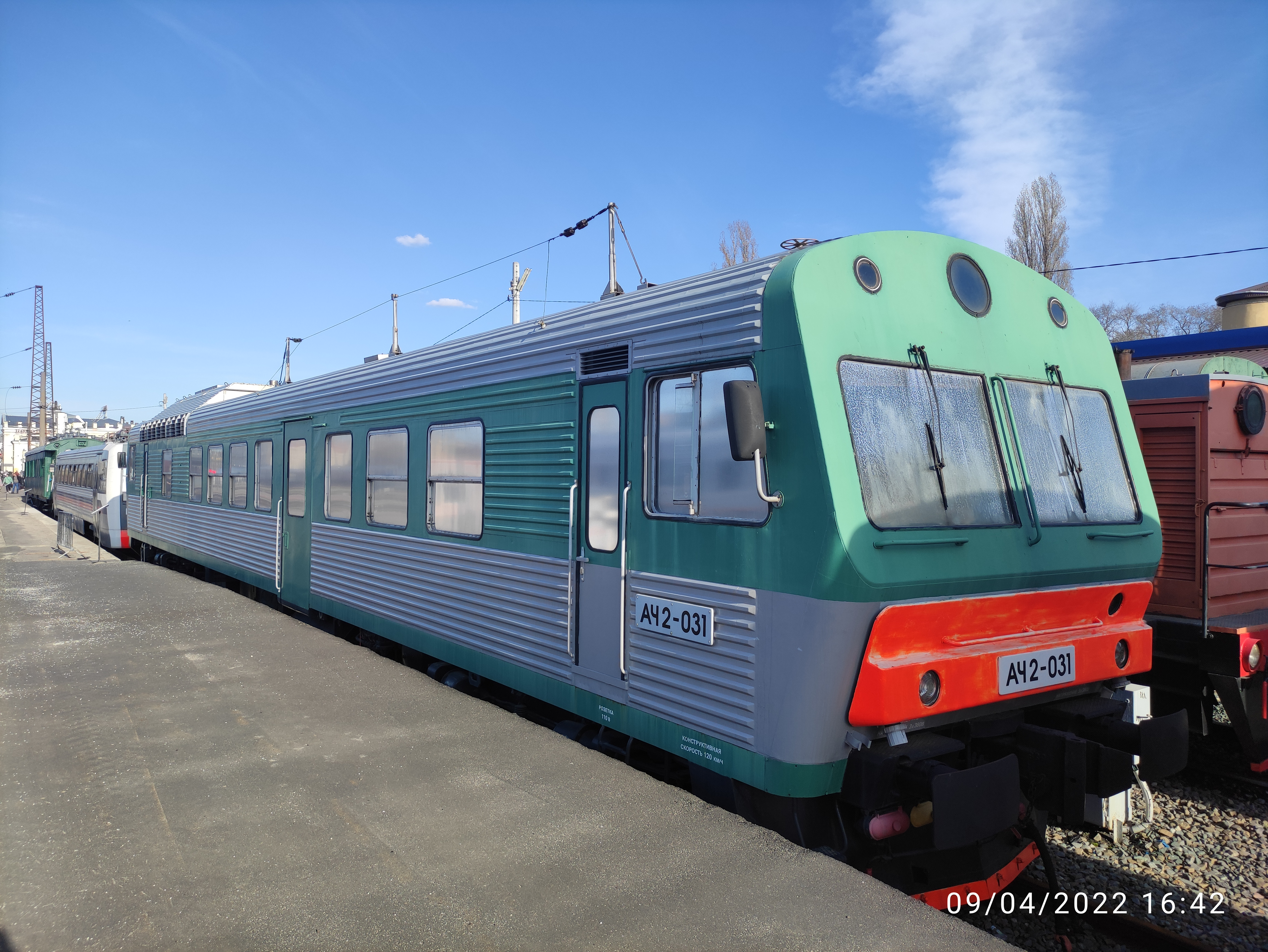
АЧ2-031 в экспозиции на станции Воронеж-I

По состоянию на 2023 год известно как минимум о двух автомотрисах АЧ2 и одном прицепном вагоне АПЧ2, сохранённых для истории. В конце июля 2019 года АЧ2-031 (заводское обозначение типа 91M1) установлена в качестве экспоната на станции Воронеж I. В 2021 году после окончания эксплуатации для сохранения также была выбрана автомотриса АЧ2-084 вместе с прицепным вагоном АПЧ2-084-4, которые было решено разместить на путях музея Московской железной дороги, изначально располагавшегося на Рижском вокзале Москвы. Однако, в связи с закрытием музейной площадки и временным переводом экспонатов музея на территорию локомотивного депо Лихоборы, автомотриса и прицепной вагон также были переданы в него. По состоянию на май 2023 года территория депо всё ещё была закрыта для свободного посещения, хотя автомотрису и другие поезда можно было увидеть с надземного пешеходного перехода. В этот музей вагоны попали из Смоленска по инициативе Всероссийского общества любителей железных дорог, при поддержке моторвагонной дирекции РЖД.